# Tottenham Hotspur Football Club
Pour les articles homonymes, voir Tottenham.
Ne doit pas être confondu avec Tottenham Hotspur Ladies Football Club.
Maillots
Actualités
Le Tottenham Hotspur Football Club est un club anglais de football fondé en 1882 et basé à Tottenham, dans la banlieue nord de Londres. Ce club évolue en Premier League, la première division de la plus importante compétition de football en Angleterre.
Le club est désigné généralement sous le nom de Tottenham ou des Spurs, alors que ses propres supporters les appellent les Lilywhites en raison de leurs maillots traditionnellement blancs. Le club de Tottenham est basé dans le nord de Londres et évolue depuis avril 2019 dans le Tottenham Hotspur Stadium, qui contient plus de 62 000 places. Leur ancien stade, White Hart Lane, construit en 1899, fut démoli en 2017 pour la construction du nouveau stade. Entre la destruction du Lane et l'ouverture de la nouvelle enceinte, Tottenham a évolué au stade de Wembley, l'enceinte de l'équipe nationale anglaise.
Tottenham Hotspur possède un palmarès national garni de deux championnats, huit Coupes d'Angleterre, quatre Coupes de la ligue et sept Community Shield. Le club du nord de Londres devient le premier club anglais au XXe siècle à réaliser le doublé coupe-championnat en 1961. Au niveau européen, les Spurs ont remporté quatre trophées : la Coupe des coupes en 1963, devenant ainsi le premier club anglais à remporter un trophée européen, et trois Coupes UEFA (actuellement appelé Europa League) en 1972, 1984 et 2025. Lors de la saison 2018-2019, le club atteint la première finale de Ligue des champions de son histoire, et ce après un parcours européen mémorable.
Tottenham Hotspur entretient des rivalités de longue date envers les autres clubs de la capitale, notamment avec West Ham United et avec le Chelsea FC. Cependant, la rivalité opposant les Spurs aux Gunners d'Arsenal, autre club londonien, est plus ancienne et est beaucoup plus mise en avant par les médias et les supporters, en raison de leur proximité géographique et la série de matchs les opposant chaque année est connue sous le nom de North London Derby (Derby du nord de Londres).
La devise des Spurs est « Audere Est Facere » (en anglais : « To dare is to do » ; « Oser c'est faire ») et leur emblème est un jeune coq de combat posé fièrement sur un ballon. Tottenham Hotspur est sous la propriété d'ENIC Group (en) depuis 2001 et est l'un des clubs ayant l'un des plus importants revenus financiers au monde.

## Histoire

### Les débuts du club (1882-1915)
En 1882, le club de football de Hotspur a été créé par des jeunes hommes d'une école locale et du club de cricket Hotspur. Le nom Hotspur a été associé à Henry Percy, aussi appelé Harry Hotspur (« Harry tête brûlée ») du fait de son caractère impulsif, un comte et combattant anglais du XIVe siècle qui a vécu à Londres et personnage d'une pièce de théâtre de Shakespeare, Henry IV, les fondateurs voulant un nom rappelant la noblesse londonienne et l'audace. Deux ans plus tard, l'équipe devient Tottenham Hotspur pour se distinguer d'une autre équipe appelée London Hotspur.
À ses débuts, Tottenham Hotspur jouait en maillot bleu marine, les couleurs du club ont ensuite évolué avec des maillots divisés en deux : bleu-clair et blanc, puis des maillots rouges et shorts bleus et depuis la saison 1899-1900 des maillots blancs et des shorts bleu marine pour rendre hommage à une équipe de nord de l'Angleterre, Preston North End FC, qui était alors l'équipe anglaise la plus brillante à l'époque.
En 1888, le club décide de ne plus disputer leurs rencontres du championnat sur les bords de la rivière Lee mais sur un site plus approprié appelé « Northumberland Park », où le club pouvait commencer à gagner un peu d'argent grâce aux premières recettes de la vente de billets aux supporters qui désiraient assister aux rencontres. Tottenham Hotspur devient alors un club de football professionnel juste avant Noël 1895 puis à partir de 1896, le club prend part à la Southern league (« Ligue Sud ») et commence à attirer des foules avoisinant parfois les quinze mille spectateurs.

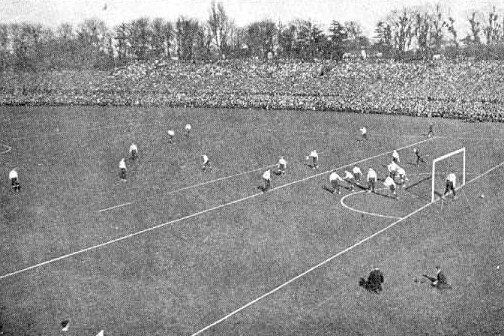
Finale de la FA Cup 1901.

Le président du club de Tottenham s’appelle à l'époque Charles Roberts, qui occupa ses fonctions de dirigeant de Tottenham pendant près d'un demi-siècle (de 1898 à 1943). En 1899, le club réalisa alors son installation définitive non loin de « High Road » et à partir de ce moment-là, le terrain de Tottenham prit l'appellation de la rue longeant leur terrain et c'est ainsi que le stade fut dénommé White Hart Lane (qu'on pourrait traduire en français par « l'allée du Cerf Blanc »).

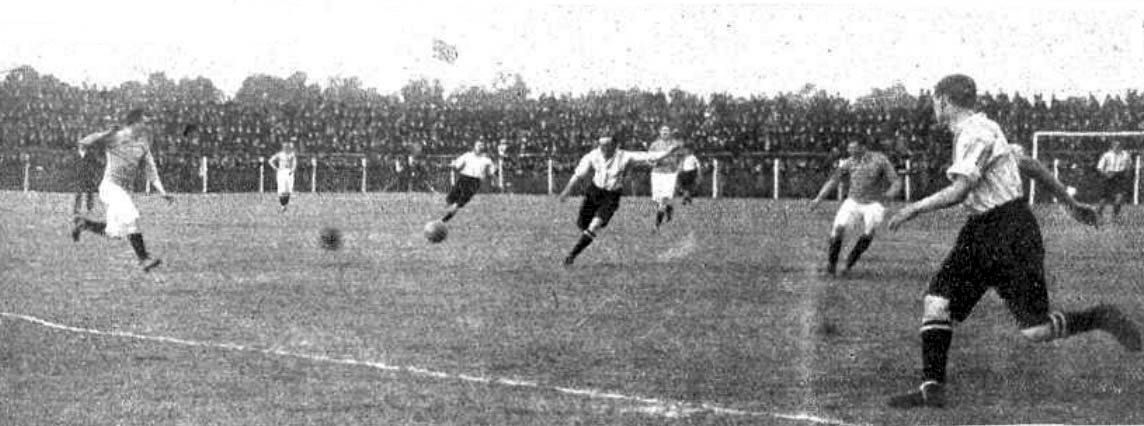
Tottenham opposé à Everton lors d'une tournée en Amérique du Sud en 1909.

Ce changement de stade s’avère fructueux puisque Tottenham devient champion de la Southern League en 1900, et surtout, remporte la coupe d'Angleterre (FA Cup) la saison suivante. Pour ce faire, les Lillywhites éliminent Preston North End, Bury, West Bromwich Albion et Sheffield United. Tottenham est la première et la seule équipe évoluant en dehors des divisions professionnelles anglaises à avoir remporté la prestigieuse coupe,. Le club est promu en seconde division lors de la saison 1908-1909 et atteint la première division après un an.
Les résultats du club entre 1910 et le début de la Première Guerre mondiale sont assez médiocres. En 1912, l'entraîneur écossais Peter McWilliam prend la tête du club. Ses débuts sont compliqués et lorsque les compétitions officielles furent suspendues à la fin de la saison 1914-1915, Tottenham occupe la dernière place du championnat et se trouve donc relégué.

### Des années pleines d'espoir (1919-1949)

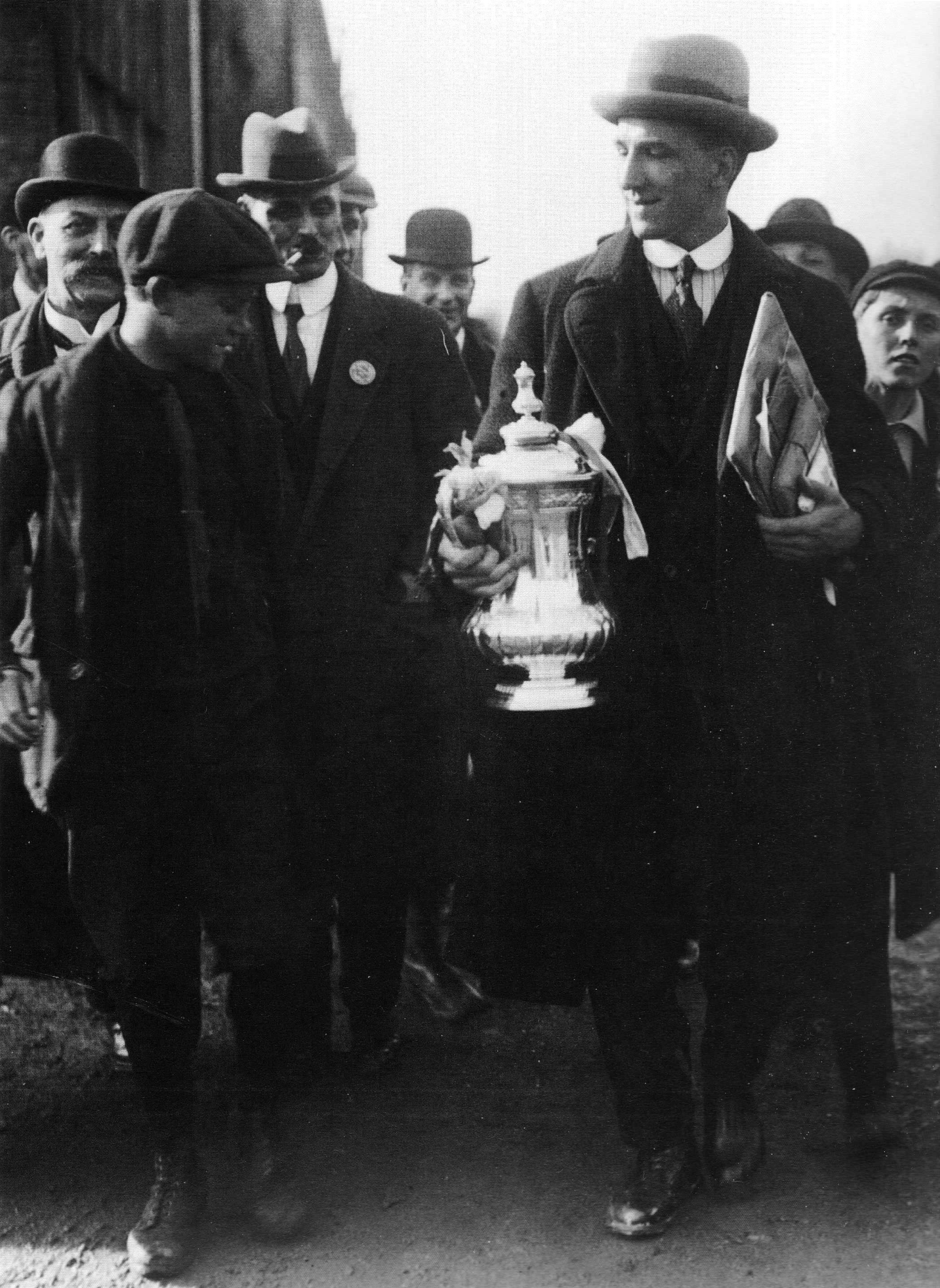
Arthur Grimsdell, le capitaine des Spurs, avec la Coupe d'Angleterre gagnée en 1921.

En 1919, le football reprend ses droits. Arsenal FC, autre club de la région de Londres qui n'avait pourtant fini qu'à la 6e place lors de la saison précédente en deuxième division, remplace les Spurs dans l'élite, élargie de 20 à 22 équipes. Cette décision de la fédération anglaise est mal comprise des dirigeants de Tottenham et de Chelsea FC. La rivalité entre ces trois clubs voisins s'en trouve aiguisée et ne s'est jamais démentie depuis.

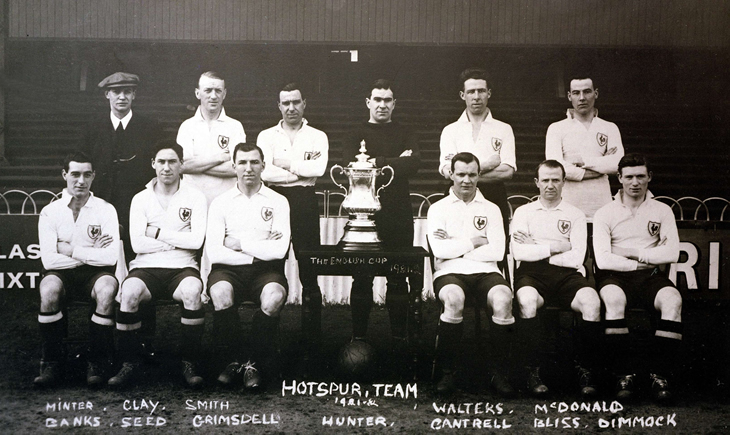
L'équipe victorieuse en FA Cup en 1921.

Le club du nord de Londres ne tarde pas à revenir dans l'élite anglaise car lors de la saison 1919-1920, Tottenham est champion de deuxième division devant Huddersfield Town, et ce avec un total élevé de 70 points. En 1920-1921, Tottenham parvient à se maintenir en terminant à la 6e place du classement, son meilleur positionnement dans l'élite, à égalité de points avec Everton, mais les Spurs se hissent tout de même au-dessus des Toffees en raison d'une meilleure différence de but. Les coéquipiers du capitaine Arthur Grimsdell remportent la deuxième FA Cup du club en 1921, en battant en finale l'équipe de Wolverhampton 1-0 à Stamford Bridge, puis remporte son premier Community Shield en battant le champion d'Angleterre Burnley (2-0). Tottenham Hotspur réalise une grande saison 1921-1922 car l'équipe parvient enfin à briller en First Division, s'imposant face à plusieurs grosses équipes comme Chelsea, Manchester City ou encore son rival Arsenal. Ces résultats réguliers permettent aux Spurs de figurer à la deuxième place de la First Division, six points derrière le champion Liverpool FC,.
Néanmoins, ces succès restent sans lendemain et les Spurs continuent de jouer les seconds rôles jusqu'au début de la Seconde Guerre mondiale. Ils connaissent un lent déclin sur les cinq saisons qui suivent la 2e place de 1922, figurant aux alentours de la 15e place sur cette période, qui se termine par la relégation du club en division inférieure en 1928, à l'issue de la première saison du club depuis le départ de Peter McWilliam. En 1933, Tottenham termine à la 2e place du classement de la Division 2, et retrouve enfin l'élite anglaise, cinq ans après sa relégation. Pour son grand retour, le club du nord de Londres termine à la 3e place du classement à l'issue de la saison 1933-1934. Cependant, à la fin de la saison suivante, Tottenham termine à la dernière place du classement et est de nouveau relégué en deuxième division. Les Spurs stagnent en D2 malgré le retour de McWilliam à la tête de l'équipe en 1938. Le public reste cependant fidèle : le 5 mars 1938, 75 038 spectateurs assistent à la réception de Sunderland, ce qui constitue le record d'affluence du club. En 1939, la Seconde Guerre mondiale est déclarée et toutes les compétitions sont arrêtées. Peter McWilliam quitte Tottenham Hotspur en 1942.

### Les glorieuses années (1949-1984)

#### Premiers succès avec Arthur Rowe (1949-1958)
En 1949, après la Seconde Guerre mondiale, Arthur Rowe, un ancien joueur du cru, est nommé manager et instaure un nouveau mode de jeu : le push and run. Cette méthode de jeu implique de passer rapidement le ballon à ses coéquipiers de façon à fluidifier le jeu au maximum, en exploitant notamment la technique du une-deux. Le succès est immédiat : Tottenham remporte le titre de champion de deuxième division lors de la saison 1949-1950, en réalisant une impressionnante série de 22 matchs sans défaite. Le club du nord de Londres retrouve enfin la Division 1, après 15 ans d'absence.
Tottenham Hotspur commence moyennement bien sa saison 1950-1951, ne comptant que 3 victoires lors des 9 premiers matchs de championnat, mais se rattrape en alignant 8 victoires consécutives permettant aux londoniens de revenir dans la course au titre. Ils gagnent pour la première fois le titre de champion de première division bien qu'étant promu, grâce à une victoire face à Sheffield United (1-0) à White Hart Lane le 28 avril 1951. Les joueurs de l'équipe de l'époque, devenus des héros aux yeux des supporters, sont alors Sir Alf Ramsey, Ron Burgess, Ted Ditchburn, Len Duquemin, Sonny Walters et Bill Nicholson,,.
La saison suivante, Tottenham termine vice-champion d'Angleterre derrière Manchester United, avant de vivre quatre saisons en demi-teinte, évitant la relégation à deux points près en 1956. Cependant, les Spurs terminent de nouveau vice-champions derrière les Reds Devils à l'issue de la saison 1956-1957, et réussissent à marquer plus de cent buts en championnat pour la première fois de son histoire (104). Pour la dernière saison de Arthur Rowe à la tête du club, Tottenham termine à la 3e place du championnat.

#### Bill Nicholson et les années de gloire (1958-1974)

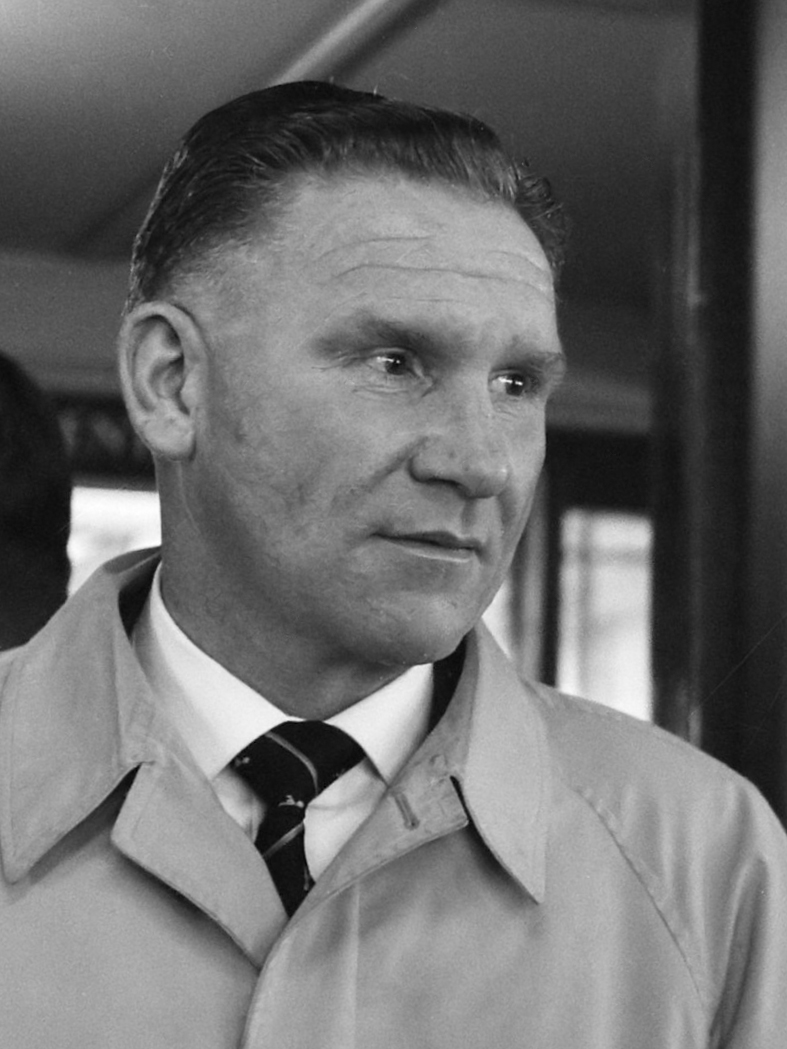
Bill Nicholson en 1961.

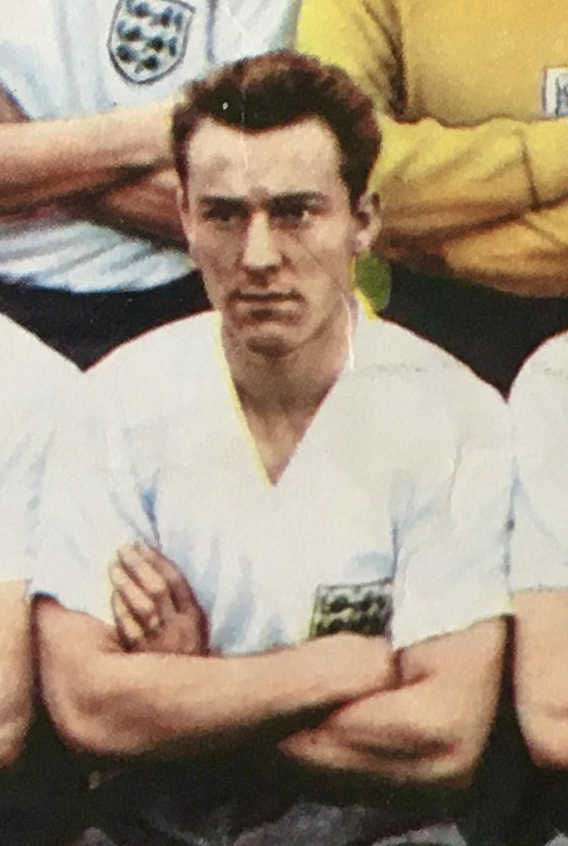
Jimmy Greaves, l'un des meilleurs joueurs de l'histoire du club arrive en 1961.

En 1958, Arthur Rowe quitte le club pour raison de santé, et c'est Bill Nicholson, champion d'Angleterre en 1951 avec Tottenham, qui lui succède. Il dispute son premier match d'entraîneur face à Everton et l'emporte sur le large score de 10-4, un record pour le club à l'époque. Pour sa première saison, il évite la relégation en terminant à la 18e place du classement, puis termine 3e lors de la saison 1959-1960, à deux points du champion Burnley. Tottenham commence la saison suivante avec une impressionnante série de 11 victoires consécutives, record qui restera longtemps invaincu dans toutes les autres grandes ligues européennes jusqu'en 2018 où le club français du Paris Saint-Germain a enchaîné 14 victoires pour commencer sa saison. Les londoniens continuent d'enchaîner les victoires et le 17 avril 1961, Tottenham s'impose à White Hart Lane face à son principal concurrent pour le titre Sheffield United (2-1) et remporte ainsi un nouveau titre de champion. Surtout, les Spurs réalisent l'immense exploit de réaliser le premier doublé coupe-championnat de son histoire et du XXe siècle, le dernier en date étant celui d'Aston Villa en 1897, grâce à une victoire sur Leicester City à Wembley (2-0). 

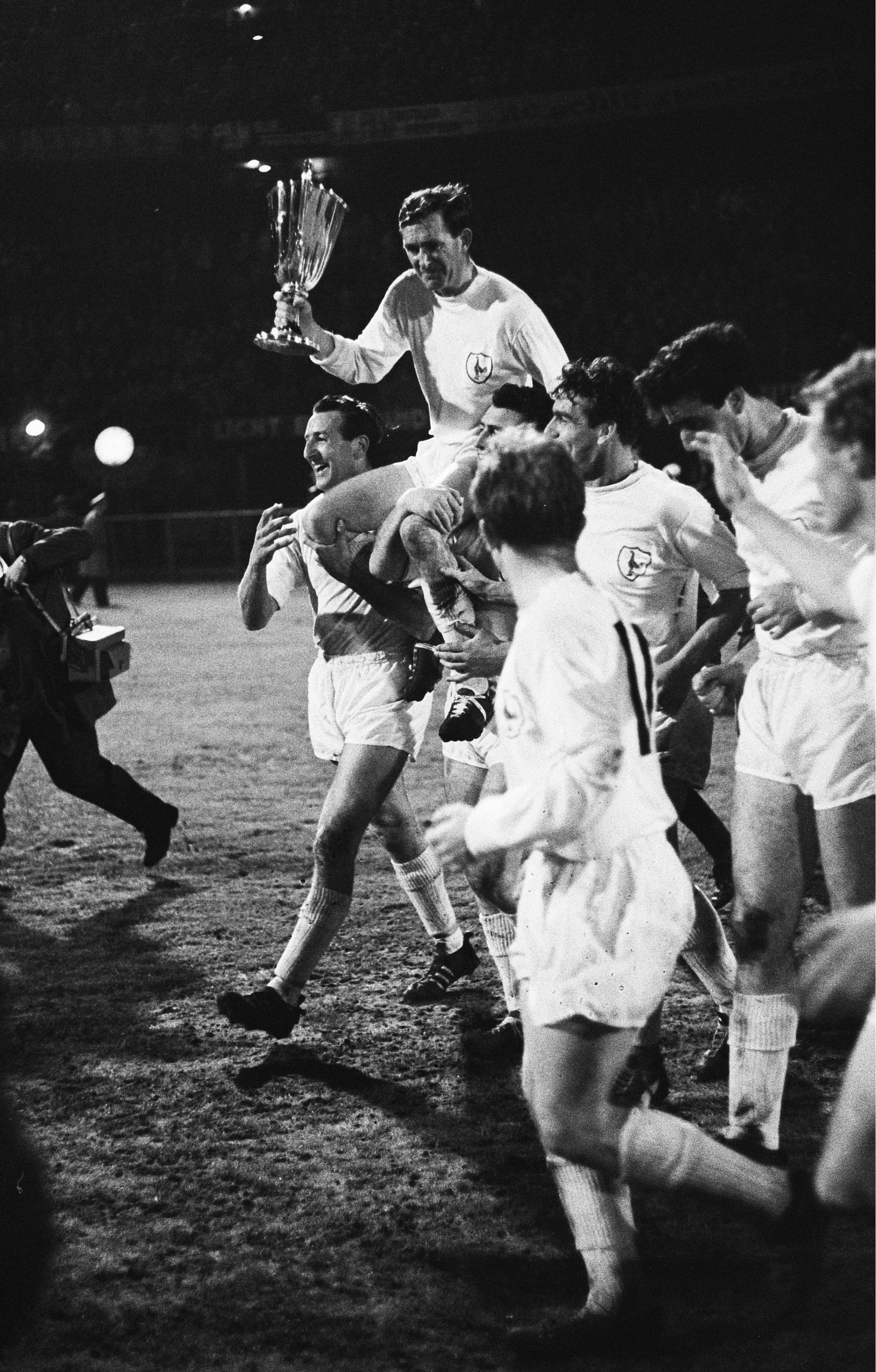
Les Spurs vainqueurs de la Coupe des coupes en 1963.

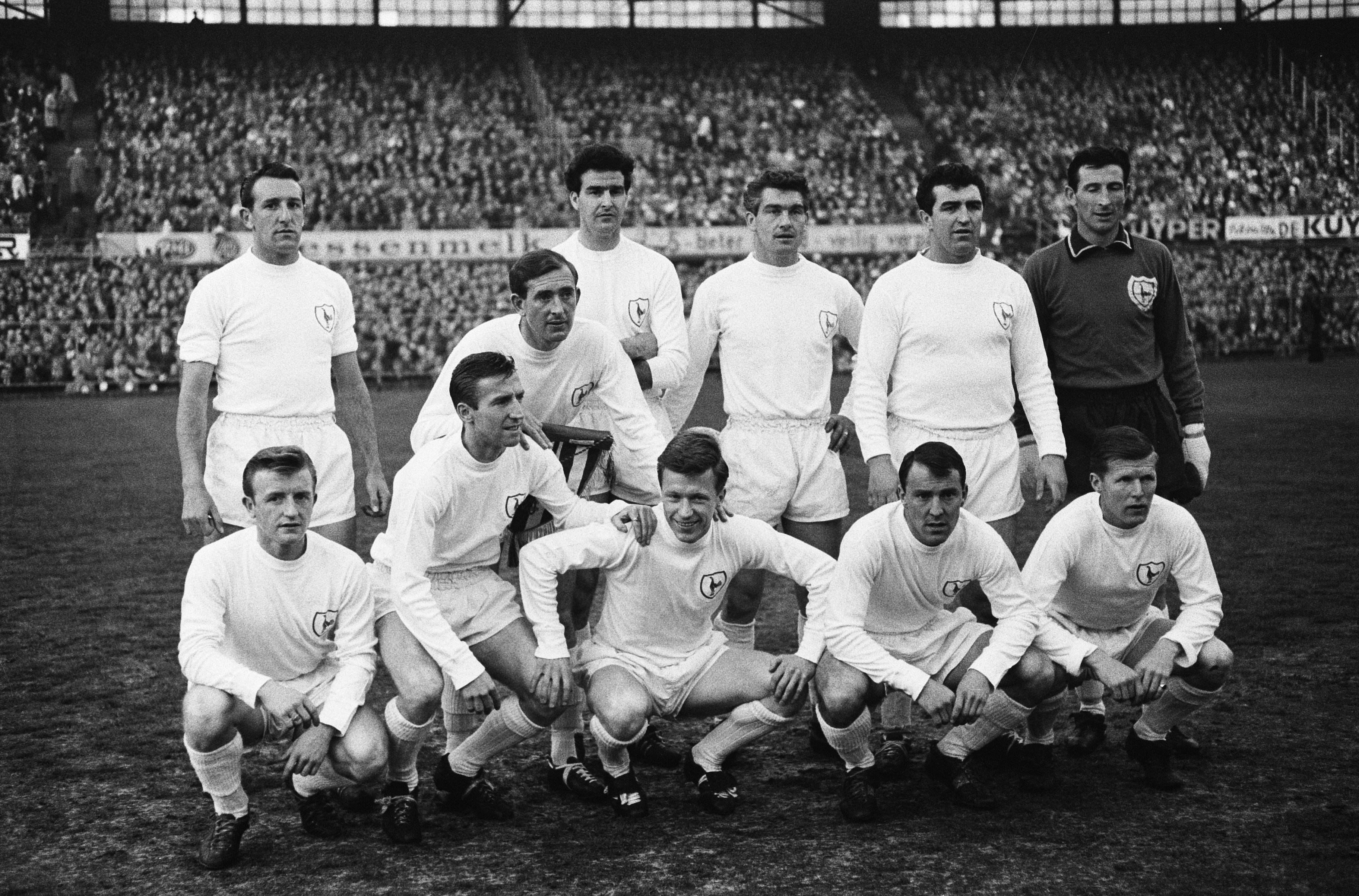
Les Spurs avant de défier l'Atlético Madrid en 1963.

La saison suivante, ils conservent la FA Cup en battant Burnley (3-1) et participent pour la première fois de leur histoire à une coupe d'Europe, la Coupe des clubs champions européens (future Ligue des champions de l'UEFA) dont ils atteindront les demi-finales face au futur vainqueur, le Benfica Lisbonne,. Faute de victoire en championnat, Tottenham participe à la Coupe d'Europe des vainqueurs de coupe en 1963, et élimine tous ses adversaires, notamment grâce à une attaque extrêmement efficace composée des anglais Bobby Smith et Jimmy Greaves. Le 15 mai 1963, Tottenham affronte le club espagnol de l'Atlético de Madrid en finale au stade de Feyenoord. Grâce à des doublés de Greaves et de Terry Dyson, Tottenham l'emporte et devient le premier club anglais de l'histoire à remporter une coupe d'Europe,. Les deux milieux de terrain Dave Mackay et Danny Blanchflower, et leurs coéquipiers Cliff Jones et John White contribuent également largement à cette vague de succès. Cette génération dorée remporte un dernier trophée en 1967 en battant Chelsea en finale de la FA Cup (2-1).
Peu à peu, les joueurs phares de l'équipe comme Bobby Smith, Danny Blanchflower et Jimmy Greaves, meilleur buteur de l'histoire du club avec 266 réalisations, quittent le club, mais Nicholson parvient à former une nouvelle génération, composée de Pat Jennings, Steve Perryman, Alan Mullery, Martin Peters, Alan Gilzean et Martin Chivers, qui déploie un jeu et connaît un succès analogue à sa devancière. Dès la saison 1970-1971, Tottenham termine à la 3e place du classement et remporte pour la première fois la Coupe de la Ligue en battant Aston Villa en finale (2-0). Cette victoire permet aux Spurs  de participer à une nouvelle compétition européenne, la Coupe UEFA 1971-1972. Dès le premier tour de la compétition, le club réalise sa plus large victoire sur la scène européenne en écrasant le club islandais de l'ÍBK Keflavík (9-0). Tottenham remporte la compétition après avoir battu l'AC Milan en demi-finale (2-1 ; 1-1) et Wolverhampton Wanderers, un autre club anglais, en finale (1-2 ; 1-1),. Tottenham remporte l'année suivante une nouvelle fois la League Cup après avoir défait Norwich City en finale (1-0) et se qualifie pour la Coupe UEFA 1973-1974. Les Spurs atteignent une nouvelle fois la finale, cette fois ci face au club néerlandais du Feyenoord Rotterdam. Après un match nul à White Hart Lane, Tottenham est défait aux Pays-Bas et s'incline en finale (2-2 ; 0-2),.

#### Déclin puis retour au sommet (1974-1984)

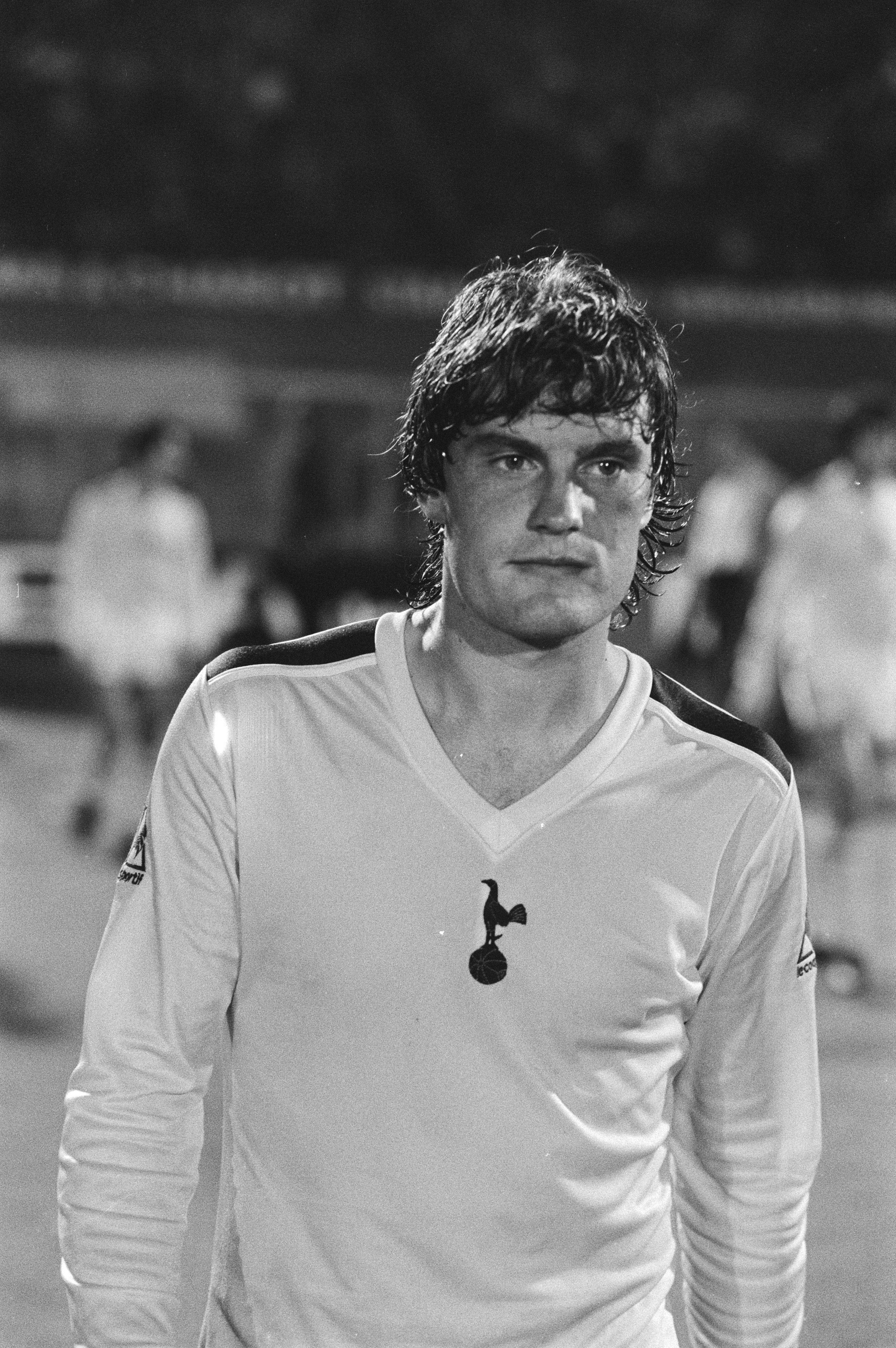
Glenn Hoddle, meneur de jeu des Spurs entre 1975 et 1987.

Après 16 ans de règne, Bill Nicholson rend la main en 1974, après avoir remporté un total de 8 trophées pendant son mandat, soit la période la plus riche de l'histoire du club. À la suite de son départ, c'est l'irlandais Terry Neill qui lui succède. Tottenham subit alors une lourde chute au classement en finissant à la 19e place du classement à l'issue de la saison 1974-1975, évitant la relégation à un point près. Neill est débarqué en 1976 et c'est Keith Burkinshaw qui prend les commandes de l'équipe. Ses débuts sont catastrophiques et Tottenham est relégué en 1977 après avoir terminé à la dernière place du classement. Le club du nord de Londres remonte rapidement en D1 grâce à sa 3e place obtenue en 1978. Tottenham vit ensuite deux saisons ternes puis revient sur le devant de la scène en remportant la FA Cup en 1981 face à Manchester City (victoire 3-2 en replay, après un match nul 1-1), grâce à un but magnifique de l'Argentin Ricardo Villa (arrivé en compagnie de son compatriote Oswaldo Ardiles dans la foulée de leur victoire en Coupe du monde 1978). Les Spurs réalisent une très grande saison 1981-1982, terminant à la 4e place du classement de D1, soit son meilleur classement depuis 1971, atteignent les demi-finales de la Coupe des coupes face au FC Barcelone, s'inclinent en finale de la League Cup face au champion Liverpool (3-1) et remportent une deuxième FA Cup consécutive en battant les Queen's Park Rangers sur une réalisation du meneur de jeu international Glenn Hoddle, joueur emblématique de Tottenham (victoire 1-0 en replay après un match nul 1-1) et ce après avoir éliminé ses rivaux londoniens d'Arsenal (1-0) et de Chelsea (2-3) respectivement au 3e et au 6e tour de la compétition,.

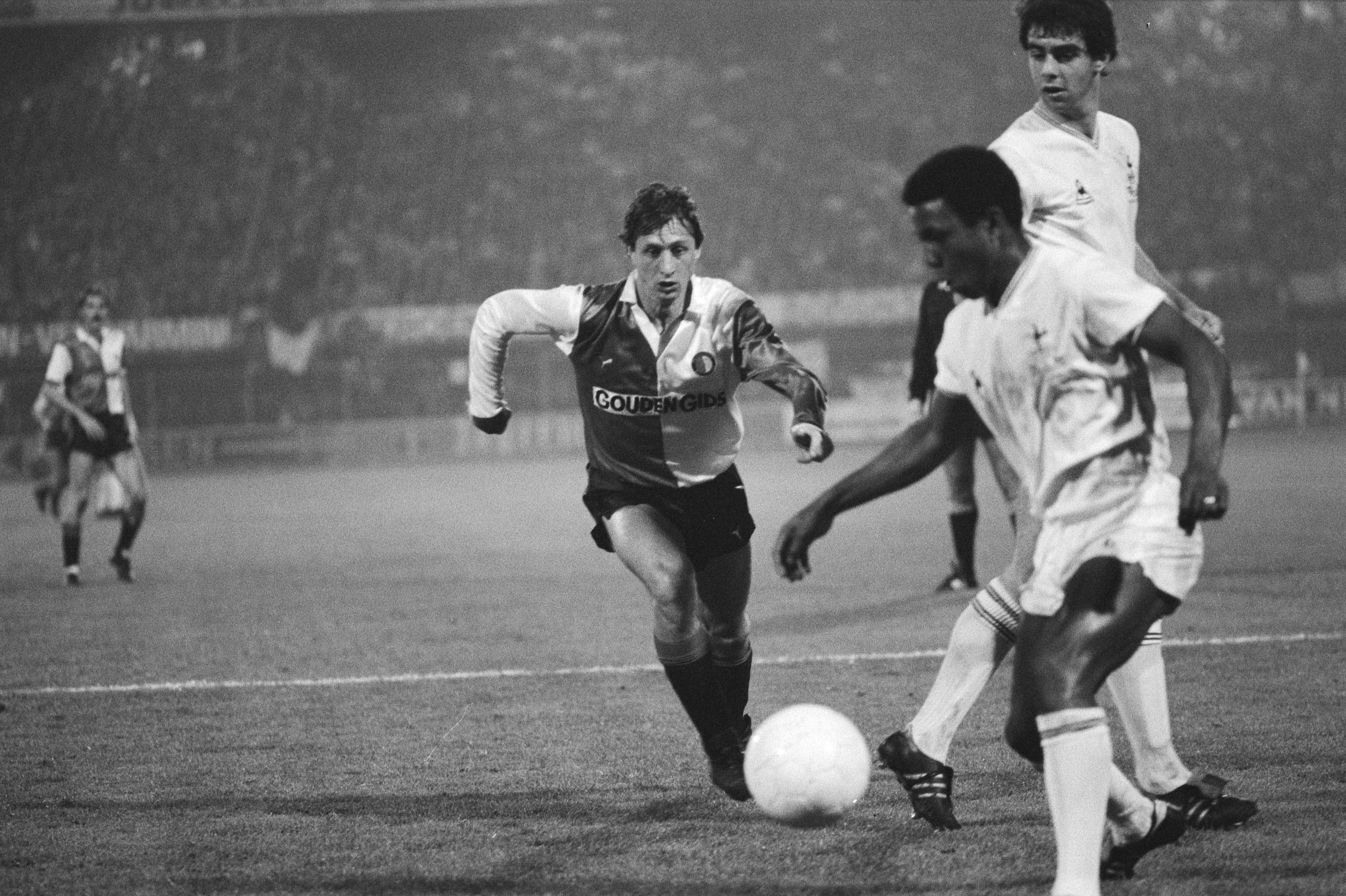
Les Spurs face au Feyenoord Rotterdam lors du 2e tour de la Coupe UEFA 1983-84, l'année de leur sacre.

Lors de la saison 1983-1984, les Spurs réalisent un excellent parcours en Coupe UEFA, éliminant le Feyenoord Rotterdam de Johan Cruyff au 2e tour. Au tour suivant, Tottenham s'incline sur la pelouse du géant allemand, le Bayern de Munich (1-0) mais au match retour à White Hart Lane, les Spurs s'imposent face au bavarois sur le score de 2 à 0 et se qualifient pour le tour suivant,. Pour la troisième fois de son histoire, le club atteint la finale de la Coupe UEFA face tenant du titre belge du RSC Anderlecht. Après deux matchs nuls sur le score de 1-1, Tottenham s'impose aux tirs au but grâce à des arrêts importants du gardien de but Tony Parks (4-3 t.a.b.). Après ce sacre, Burkinshaw tire sa révérence sur un désaccord avec les dirigeants et c'est l'anglais Peter Shreeves qui lui succède.
En 1983, Tottenham devient également le premier club de football coté en bourse.

### Un relatif déclin (1984-2004)

#### Fin des années 1980 et débuts des années 1990 (1984-1991)
Après le succès européen de 1984, les Spurs entament une phase de redéveloppement du stade de White Hart Lane. Irving Scholar prend en main le club et lui donne, comme tout le football anglais de cette période, une dimension plus commerciale, à l'image d'entreprises classiques. Le club réalise une bonne saison 1984-1985, terminant à la 3e place du championnat derrière Liverpool et Everton, en battant son record de points (77). Alors que le club devait participer à la Coupe UEFA 1985-1986, toutes les équipes anglaises ont été bannies des coupes d'Europe à la suite du Drame du Heysel survenu lors de la finale de la Coupe des clubs champions européens. En 1986, la légende du club Steve Perryman, joueur le plus capé de l'histoire du club (854 matchs disputés), quitte le club après 17 ans passés sous le maillot des Spurs. La même année, Peter Shreeves est remercié par le club en raison d'une saison très moyenne au cours de laquelle Tottenham termine à la 10e place du championnat et c'est David Pleat qui lui succède. Pour sa première saison à la tête du club, Tottenham termine à la 3e place du championnat 1986-1987, de nouveau derrière Liverpool et Everton. Emmenés par leur attaquant Clive Allen, meilleur buteur du championnat avec 33 buts, les Spurs atteignent la finale de la FA Cup contre Coventry City. Le 16 mai 1987, Tottenham s'incline en finale face aux Sky Blues (3-2 a.p.).

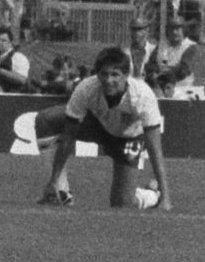
Gary Lineker, attaquant star du football anglais rejoint les Spurs en 1989.

Les londoniens se séparent de Pleat et engagent Terry Venables pour le remplacer, puis recrutent les stars anglaises Paul Gascoigne et Gary Lineker, meilleur buteur de la Coupe du monde 1986, en 1988 et en 1989. Grâce à ce duo magique, Tottenham termine à la 3e place du championnat à l'issue de la saison 1989-1990, derrière Aston Villa et Liverpool et Lineker termine meilleur buteur du championnat avec un total de 24 buts. L'année suivante, Tottenham chute au classement et termine seulement à la 10e place. Cependant, le club se rattrape en FA Cup et atteint les demi-finales face au rival Arsenal, champion d'Angleterre en quête du doublé. Tottenham s'impose face à son rival grâce à un doublé de Lineker et à un splendide coup franc lointain de Gascoigne, à l'issue de l'un des North London Derby les plus mémorables (3-1),. Opposés en finale de la compétition à Nottingham Forest, les Spurs s'imposent face aux Reds sur le score de 2 buts à 1 et deviennent les premiers à remporter la compétition huit fois. En juin de cette année, l'entraîneur Terry Venables s'associe avec l'homme d'affaires Alan Sugar et ils prennent la direction du club, alors endetté.

#### Les premières années de Premier League (1991-2004)
L'année suivante, Tottenham atteint les quarts de finale de la Coupe des coupes face au Feyenoord Rotterdam (défaite 1-0) et partage le Community Shield avec son rival Arsenal à la suite d'un match nul (0-0). La saison 1992-1993 voit la réformation de la First Division et la création de la Premier League. Tottenham a été l'une des cinq équipes à militer pour ce changement, les autres étant Everton, Liverpool, Manchester United et Arsenal. Pour préparer ce changement, Tottenham recrute la star anglaise de Nottingham Forest, Teddy Sheringham, acheté à l'époque pour un record de 2,1 millions de livres, pour pallier les départs de Gary Lineker et de Paul Gascoigne à l'été 1992. Le club du nord de Londres termine huitième lors de la saison inaugurale et ce, malgré la bonne saison de Sheringham, meilleur buteur du championnat avec 22 réalisations. Lors de cette même saison, l'équipe atteint la demi-finale de la Cup (défaite 1-0 face à Arsenal).
En mai 1993, Terry Venables est licencié et remplacé par l'ancien joueur Ossie Ardiles. À la suite de la blessure de Sheringham en octobre 1993, Tottenham a évité de peu la relégation en terminant à la 15e place à 3 unités de la zone rouge. À la fin de la saison 1993-1994, les Spurs sont frappés par une enquête de la FA, concernant des irrégularités financières durant les années 80 et sont condamnés à une amende de 600 000 £, à une pénalité de 12 points en Premier League et à l'interdiction de participer à la FA Cup 1994-1995. Cependant, à la suite d'un appel du club et de la menace d'Alan Sugar de poursuivre la FA, la pénalité de points et l'interdiction de participer à la Cup ont été annulées mais l'amende a été portée à 1,5 million de livres sterling. Pour la saison 1994-1995, Tottenham recrute l'international allemand Jürgen Klinsmann, qui termine meilleur buteur de la saison des Spurs avec un total de 30 buts, mais le club manque de peu la qualification pour la Coupe UEFA 1995-1996 en terminant à la 7e place du championnat et s'incline en demi-finale de la FA Cup face au futur vainqueur, Everton (1-4).
Le club fait face à une nouvelle polémique à l'été 1995 puisque en refusant de participer à la Coupe Intertoto 1995, Tottenham aligne une équipe bis et subit alors une défaite historique sur la pelouse du FC Cologne (8-0). Le club est alors condamné, ainsi que le club anglais de Wimbledon, à une interdiction de coupe d'Europe pour la saison 1995-1996. Cependant, cette décision est cassée en appel.
Le club continue de régresser lors des saisons suivantes et Sheringham quitte le club pour Manchester United en 1997. Tottenham recrute alors deux joueurs de Newcastle United, Les Ferdinand et David Ginola. Malgré ces recrues, le club continue à stagner au milieu de tableau et termine l'exercice 1997-1998 à la 14e place du championnat. La saison 1998-1999 est cependant d'un tout autre calibre. Emmenés par un David Ginola au niveau de jeu exceptionnel et qui est élu meilleur joueur du championnat, les Spurs font un bond de trois places par rapport à l'exercice précédent et atteignent les demi-finales de la FA Cup face à Newcastle United (0-2). Cependant, c'est en League Cup que Tottenham se fait remarquer. Après avoir éliminé Liverpool à Anfield au 4e tour (1-3), les Spurs sortent Manchester United, alors en quête d'un quadruplé historique, en quarts de finale de la compétition (3-1 à White Hart Lane). Le 21 mars 1999, Tottenham s'impose en finale de la compétition à Wembley face à Leicester City, grâce à une tête de Allan Nielsen dans le temps additionnel (1-0).

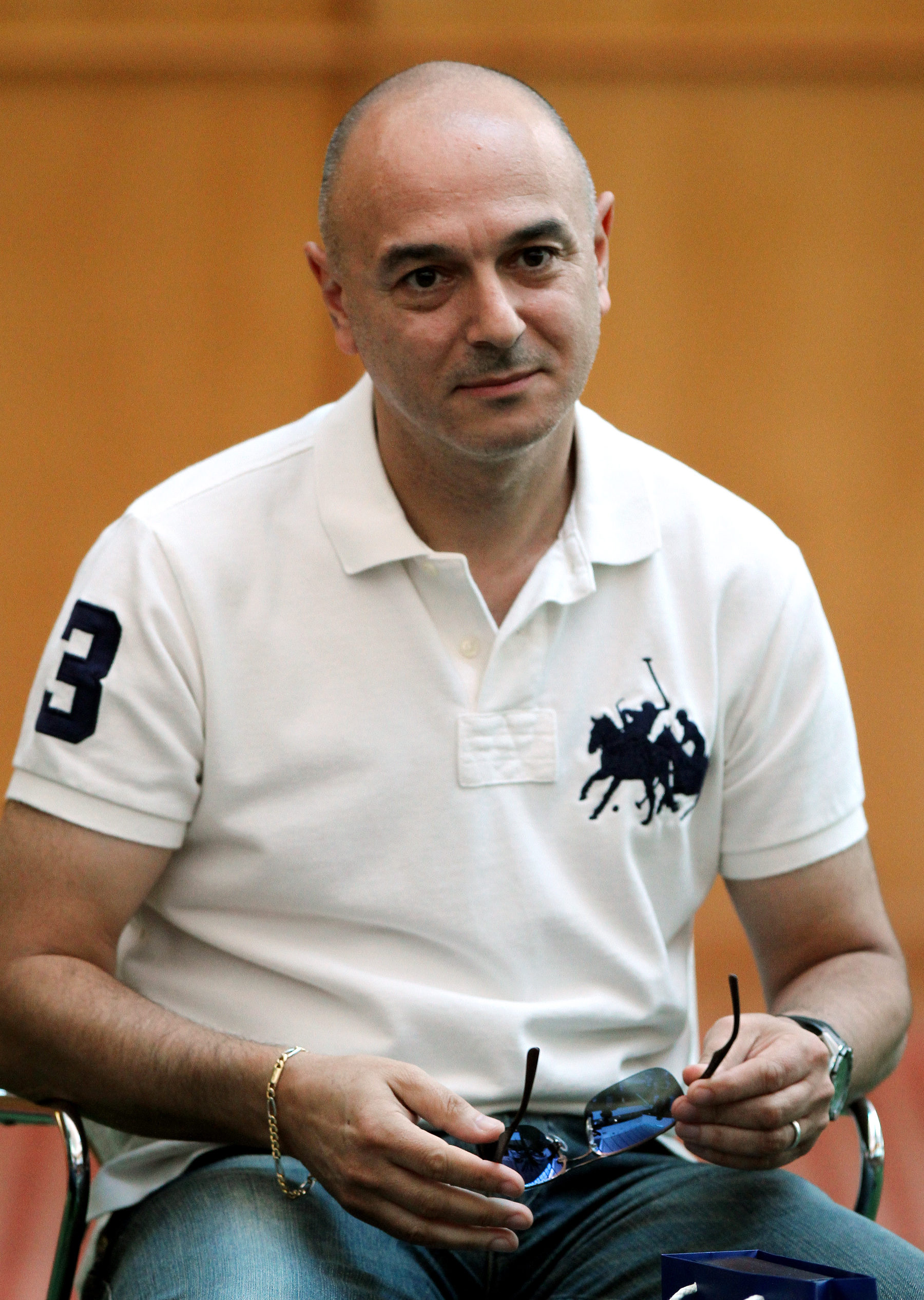
Daniel Levy est président du club depuis 2001.

En 2001, Daniel Levy prend la succession d'Alan Sugar et devient le nouveau président des Spurs. La même année, le défenseur international anglais et formé club, Sol Campbell, alors en fin de contrat décide de quitter le club pour le grand rival d'Arsenal. Ce départ, vécu comme une véritable trahison pour les supporters des Spurs, donne lieu à des rencontres encore plus hostiles qu'à l'accoutumée entre les deux clubs. Levy décide alors d'engager l'ancienne idole du club, Glenn Hoddle sur le banc du Lane. Cette arrivée redonne espoir aux supporters londoniens après plusieurs saisons de stagnation. Malgré tout, l'équipe ne parvient pas à obtenir de résultats significatifs et reste dans l'ombre des Gunners. Ne parvenant pas à relancer significativement l'équipe, Hoddle quitte finalement le club en septembre 2003, après deux saisons ponctuées à la neuvième et dixième place et une finale de League Cup perdue à la surprise générale face à Blackburn Rovers (2-1) en 2002.

### De la déception aux compétitions européennes (2004-2014)

#### Participation irrégulière à la Coupe UEFA (2004-2010)
À quelques jours de l'Euro 2004, le club engage Jacques Santini alors sélectionneur de l'équipe de France, mais l'expérience est de courte durée et après seulement 13 matchs à la tête de l'équipe, le français quitte le banc de White Hart Lane et Martin Jol le remplace. À la même période, le club recrute l'attaquant anglais Jermain Defoe, futur sixième meilleur buteur de l'histoire du club. Tottenham termine la saison 2004-2005 à la 9e place du championnat, insuffisante pour se qualifier pour une compétition européenne. Cependant, la saison 2005-2006 est d'un tout autre niveau, les Spurs se retrouvent régulièrement dans les quatre premiers mais terminent finalement à la 5e place du championnat, à seulement deux points de la 4e place qualificative en Ligue des champions et occupée par Arsenal. Néanmoins, les Spurs se qualifient pour la Coupe UEFA, une première depuis six ans.

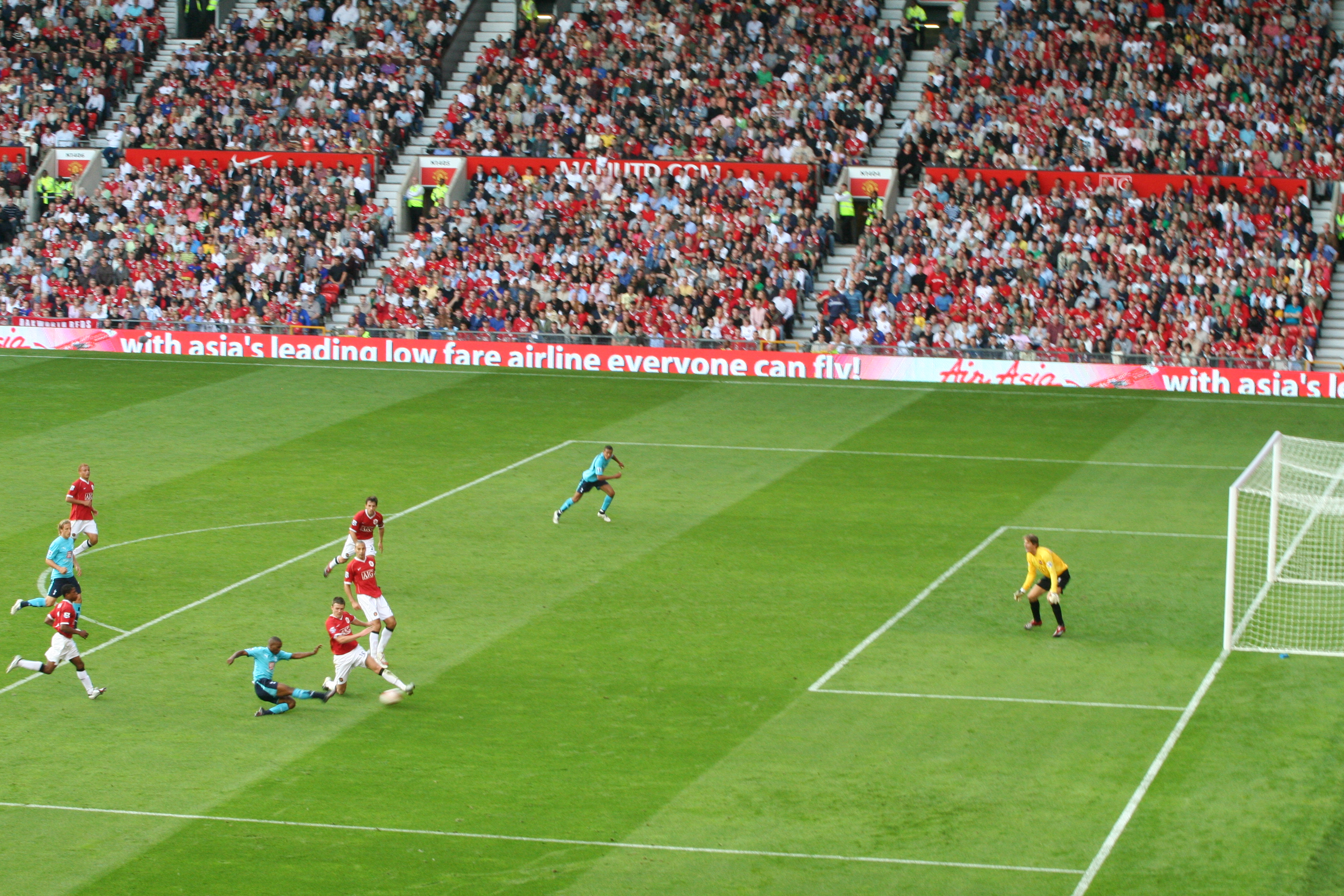
Tottenham en déplacement à Old Trafford en 2006.

En 2006-2007, Tottenham participe à la Coupe UEFA et, après avoir réussi un parcours parfait en poule (4 matchs, 4 victoires), tombe dans le piège tendu par le futur vainqueur, le FC Séville et l'ancien pensionnaire de White Hart Lane, l'attaquant malien Frédéric Kanouté est auteur d'un but lors de chaque rencontre. La saison suivante, la saison des Spurs en championnat est identique à la précédente et ils terminent de nouveau à la 5e place pour la deuxième année consécutive et obtient un nouveau ticket pour la Coupe UEFA.

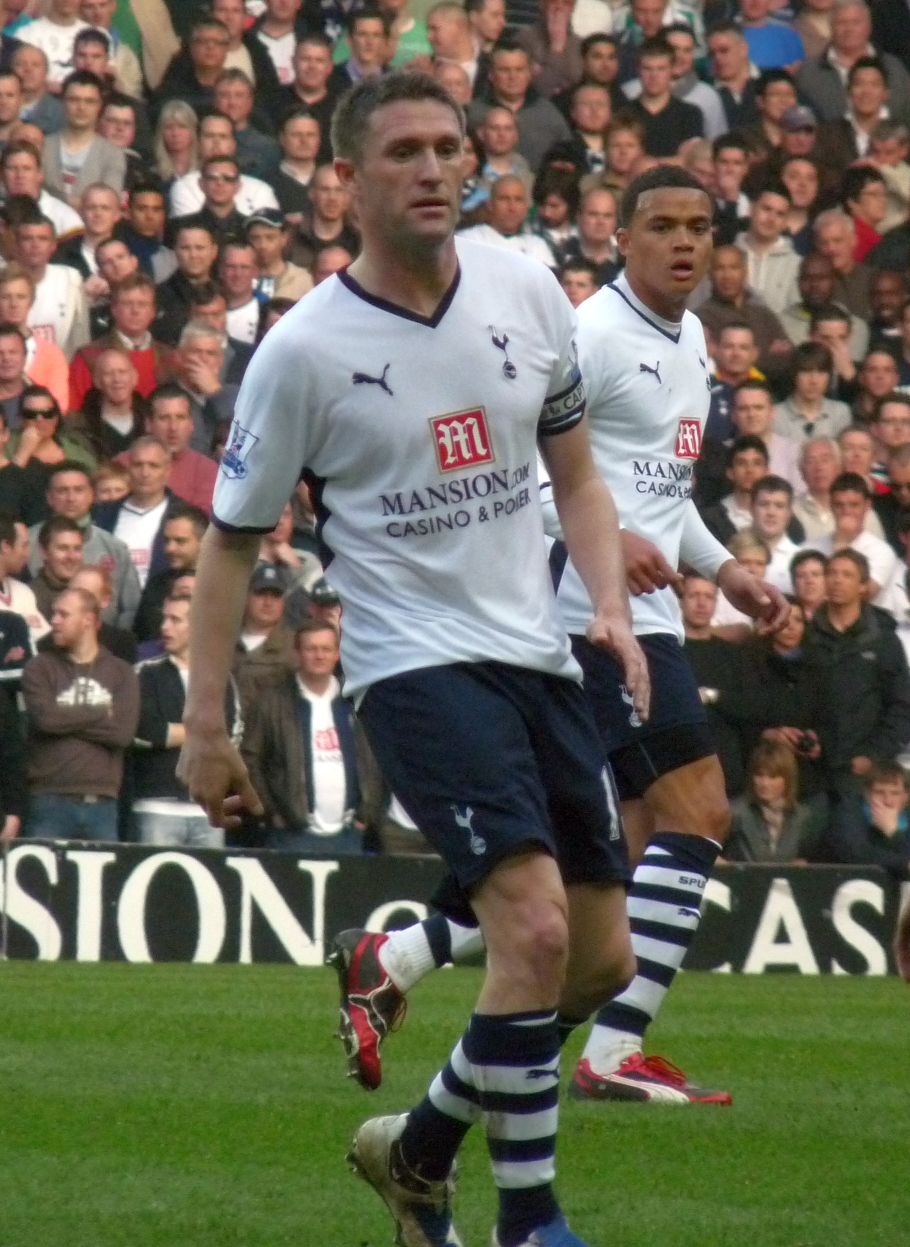
Robbie Keane, avant-centre vedette dans les années 2000.

Le début de saison 2007-2008 est calamiteux avec seulement une seule victoire lors des douze premiers matchs de Premier League. L'Espagnol Juande Ramos (alors qu'il est toujours sous contrat avec le FC Séville), qui avait éliminé les Spurs quelques mois auparavant en Coupe UEFA arrive aux commandes. La mayonnaise ne prend pas malgré le duo Dimitar Berbatov-Robbie Keane en attaque, et le club termine à une décevante 11e place, son pire classement depuis la saison 2003-2004. Tottenham sauve sa saison en Carling Cup et après avoir éliminé Manchester City en quarts de finale (0-2), se retrouve face à son grand rival Arsenal en demi-finale. Après un match nul sur la pelouse des Gunners (1-1), Tottenham écrase son rival à White Hart Lane sur le large score de 5-1, signant ainsi sa première victoire lors d'un North London Derby depuis 1999,. Opposé à Chelsea lors de la finale, Tottenham remporte ce derby de Londres en prolongation grâce à un but décisif de Jonathan Woodgate (2-1 a.p.),.
Le début de saison 2008-2009 s'annonce difficile avec les départs de Dimitar Berbatov et Robbie Keane respectivement vers Manchester United et Liverpool pour 38 et 25 millions d'euros. Avec l'absence des deux meilleurs buteurs de l'équipe, le déséquilibre est flagrant et Tottenham est dernier à l'amorce du mois d'octobre, n'ayant toujours pas gagné après huit matchs de Premier League. Juande Ramos est démis de ses fonctions et c'est l'anglais Harry Redknapp, qui était encore sous contrat avec Portsmouth, qui le remplace. Pour son premier match, Tottenham bat Bolton Wanderers (2-0) et obtient sa première victoire de la saison. Pour les rencontres suivantes, Tottenham tient tête à Arsenal à l'Emirates Stadium à l'issue d'un derby incroyable (4-4) et s'impose face à Liverpool à White Hart Lane (2-1) ce qui permet son redressement qui le mène à la 8e place,. Les Spurs participent de nouveau à la Coupe UEFA lors de la saison 2008-2009 et passent la phase de poule sans problème et rencontrent alors un reversé de la Ligue des champions, le Chakhtar Donetsk. Battus au match aller en Ukraine 2-0, les Spurs ouvrent le score en deuxième mi-temps lors du match retour grâce à Giovani Dos Santos mais les Ukrainiens enterrent les espoirs londoniens en égalisant. Encore une fois, les Spurs sont éliminés par le futur vainqueur. La même année, Tottenham atteint la finale de la League Cup pour la deuxième année consécutive, cette fois-ci face au champion d'Angleterre de Manchester United. Après un match nul lors duquel aucune des deux équipes ne parvient à marquer, Tottenham s'incline lors de la séance de tirs au but (0-0 a.p. ; 4-1 t.a.b.).

#### Retour en Ligue des champions (2010-2011) et saisons récurrentes dans le Top 5 (2010-2014)

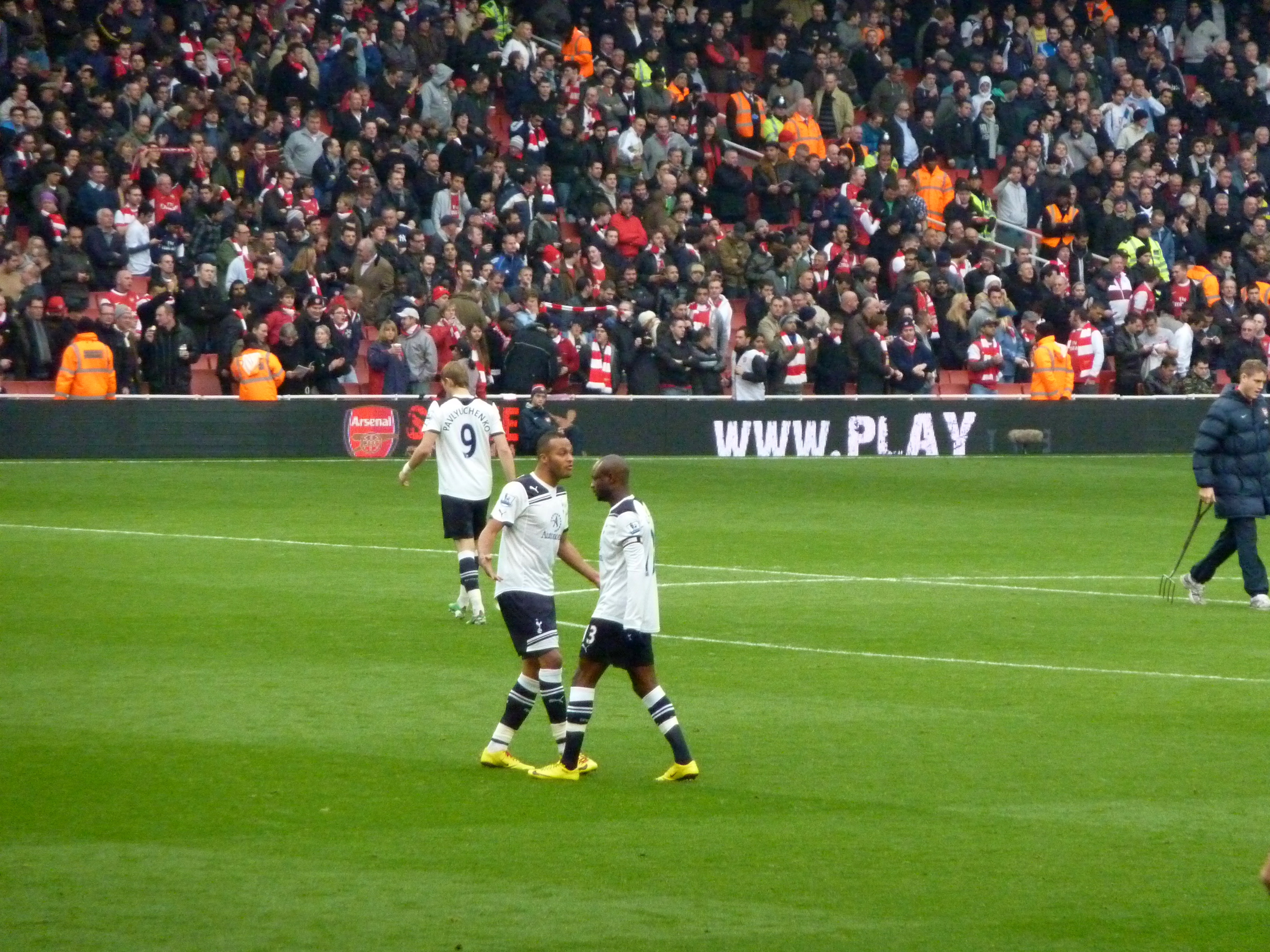
Les défenseurs français de Tottenham Younès Kaboul et William Gallas en 2010.

À l'aube de la saison 2009-2010, les éperons comptent un effectif de qualité et Harry Redknapp attaque sa première saison entière avec le club. Après 5 victoires en 5 matchs avec une victoire importante lors du premier match face à Liverpool (2-1), les Spurs sont sur le podium au début de saison. Leur saison en championnat est également marquée par une démonstration de force le 22 novembre 2009 contre Wigan Athletic, lors de laquelle l'attaquant anglais Jermain Defoe signe un quintuplé (9-1). Les Spurs restent à portée de la 4e place, qualificative pour le tour préliminaire de la Ligue des Champions tout au long d'une excellente saison qui les voit enfin, après 11 ans d'attente, battre leurs rivaux d'Arsenal (2-1) le 14 avril 2010 à White Hart Lane. Après une victoire décisive sur le terrain de Manchester City (1-0), grâce à un but de l'anglais Peter Crouch, les Spurs s'assurent la quatrième place synonyme de tour préliminaire pour la Ligue des champions.

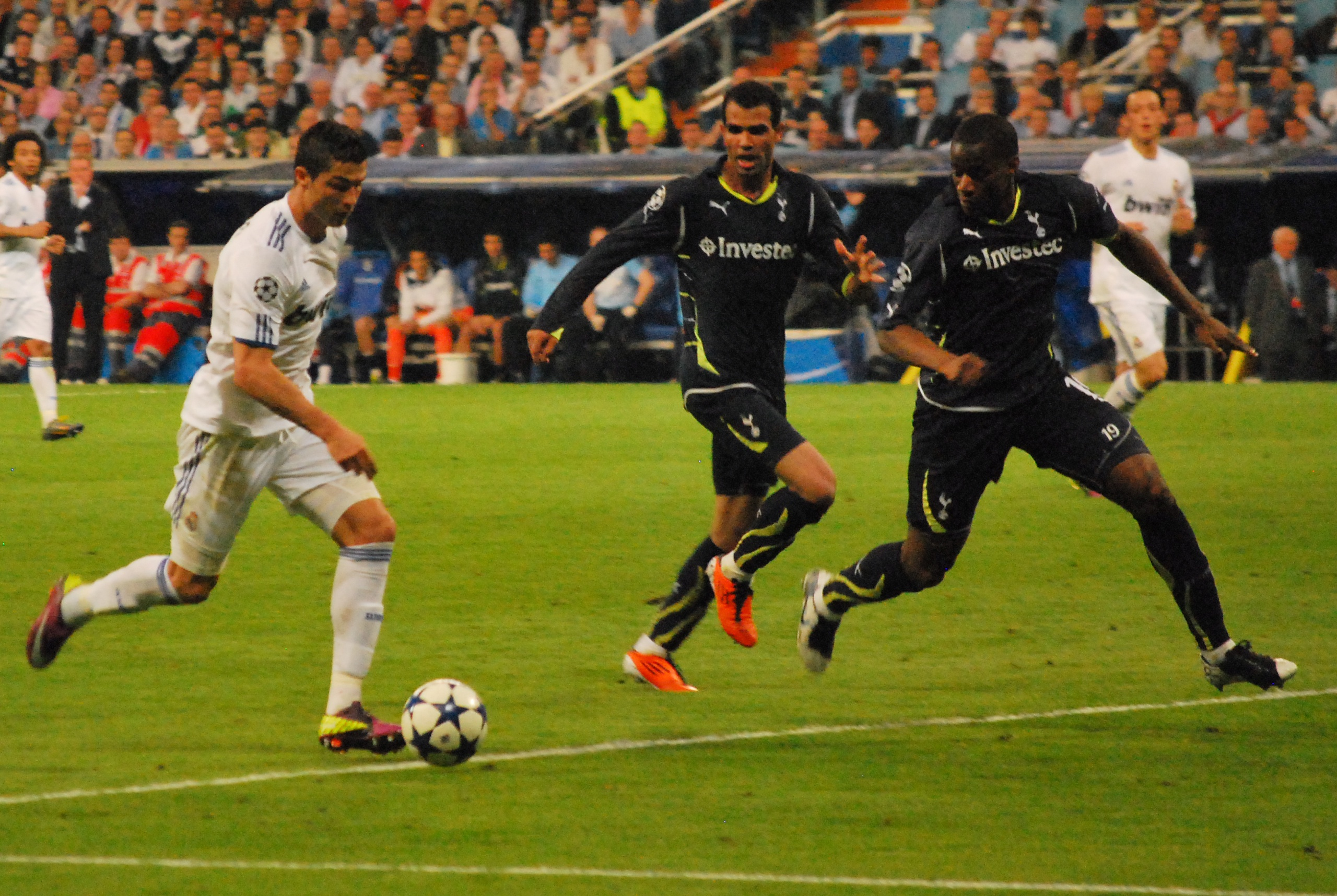
Rencontre de Ligue des champions entre Tottenham et le Real Madrid en 2011.

La saison suivante, les hommes de Redknapp réalisent une première partie de saison convaincante grâce à la nouvelle recrue Rafael van der Vaart et à l'éclosion de Gareth Bale. Les Spurs se démarquent notamment lors d'un North London Derby mémorable face à Arsenal, lors duquel Tottenham sort vainqueur après avoir été mené de deux buts (2-3). Ils terminent à la 5e place et se qualifient en Ligue Europa. En Ligue des champions, après avoir éliminé lors du tour préliminaire les Young Boys de Berne (2-3; 4-0), les Spurs rencontrent l'Inter de Milan tenant du titre en phase de groupe et terminent à la première place du groupe A. En huitièmes de finale, les Spurs sont confrontés au Milan AC qu'ils réussissent à éliminer grâce à une victoire décisive à San Siro (0-1; 0-0). Cependant, leur surprenant parcours est stoppé net par le Real Madrid en quarts de finale (0-4; 0-1).
La saison 2011-2012 est quant à elle très contrastée. Après un début de saison marqué par deux grosses défaites contre les deux clubs de Manchester, Tottenham enchaîne onze matchs sans défaites dont dix victoires, qui font remonter le club au classement jusqu'à atteindre le podium. Finalement, les Spurs terminent 4e avec 69 points, à un point d'Arsenal, insuffisant cependant pour se qualifier en Ligue des champions, du fait de la victoire de Chelsea en finale de la compétition européenne cette année-là. Au lendemain de cette saison, le club se sépare de son entraîneur Harry Redknapp et engage André Villas-Boas, un jeune entraîneur portugais,.

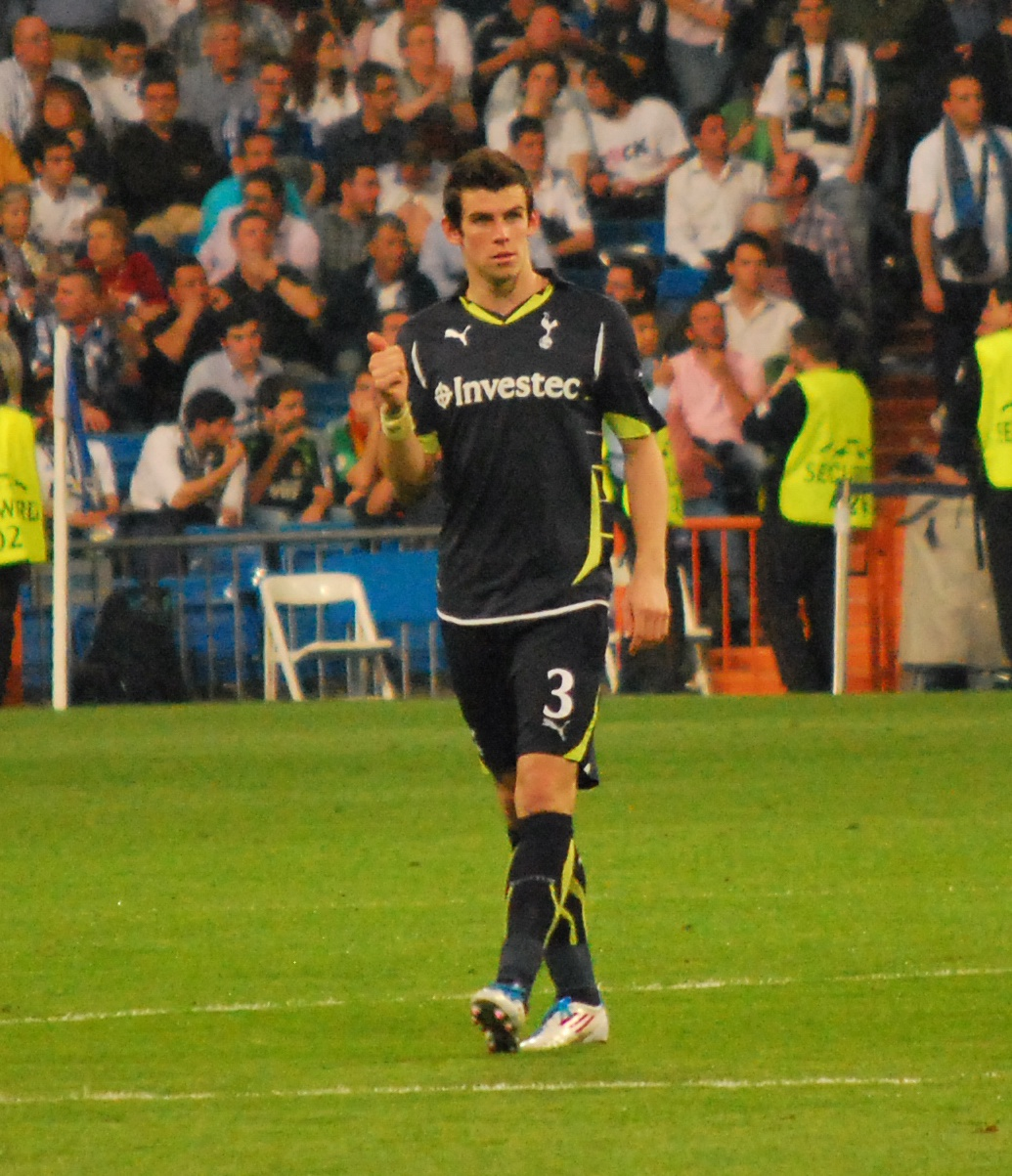
Gareth Bale est devenu la vente la plus chère de l'histoire du club en 2013.

Avant de démarrer l'exercice 2012-2013, le gardien français Hugo Lloris arrive en provenance de Lyon et est mis en concurrence avec le gardien américain titulaire Brad Friedel alors âgé de 41 ans. Le portier français finit par s'imposer et deviendra l'un des joueurs phares des Spurs sur la décennie. Les belges Jan Vertonghen et Mousa Dembélé arrivent également à l'inter-saison. Après un départ hésitant en championnat, les Londoniens lancent leur saison avec une victoire sur la pelouse de Manchester United, futur champion (2-3). Leur campagne européenne est marquée par les éliminations de l'Olympique lyonnais et de l'Inter Milan en Ligue Europa, au terme de confrontations très serrées,,,. C'est finalement en quart de finale que l'épopée des Spurs s'arrête: ils sont sortis par les Suisses du FC Bâle aux tirs au but. À la fin de la saison, même s'ils battent leur record de points en championnat (72), les Spurs ne se classent que 5e. Gareth Bale, joueur phare des Spurs lors de cette saison, termine avec 21 buts à son actif en Premier League et est élu meilleur joueur du championnat pour la deuxième fois de sa carrière après 2011.
La saison 2013-2014 est décevante pour le club du nord de Londres. Après avoir cédé Gareth Bale au Real Madrid le 1er septembre pour près de 100 millions d'euros, le transfert alors le plus cher de l'histoire du football, avant celui de Paul Pogba à Manchester United en 2016, il se sépare de Villas-Boas en décembre 2013, après des mauvais résultats face à Manchester City et Liverpool. Tim Sherwood prend la relève, mais les résultats restent mitigés. Le club finit sixième et Tim Sherwood est finalement remercié le 13 mai 2014.

### Ancrage parmi l'élite du football anglais (2014-)

#### L'ère Pochettino (2014-2019)
Le 27 mai 2014, le club nomme l'Argentin Mauricio Pochettino, entraîneur de Southampton FC, à la tête du club. Pour sa première saison, le club termine à la cinquième place du championnat et se qualifie ainsi pour la phase de poule de la Ligue Europa. Cette saison est marquée par l'émergence d'un jeune attaquant, Harry Kane, qui termine deuxième au classement des buteurs de Premier League derrière Sergio Agüero. L'équipe atteint également la finale de la Coupe de la Ligue anglaise contre Chelsea (2-0).

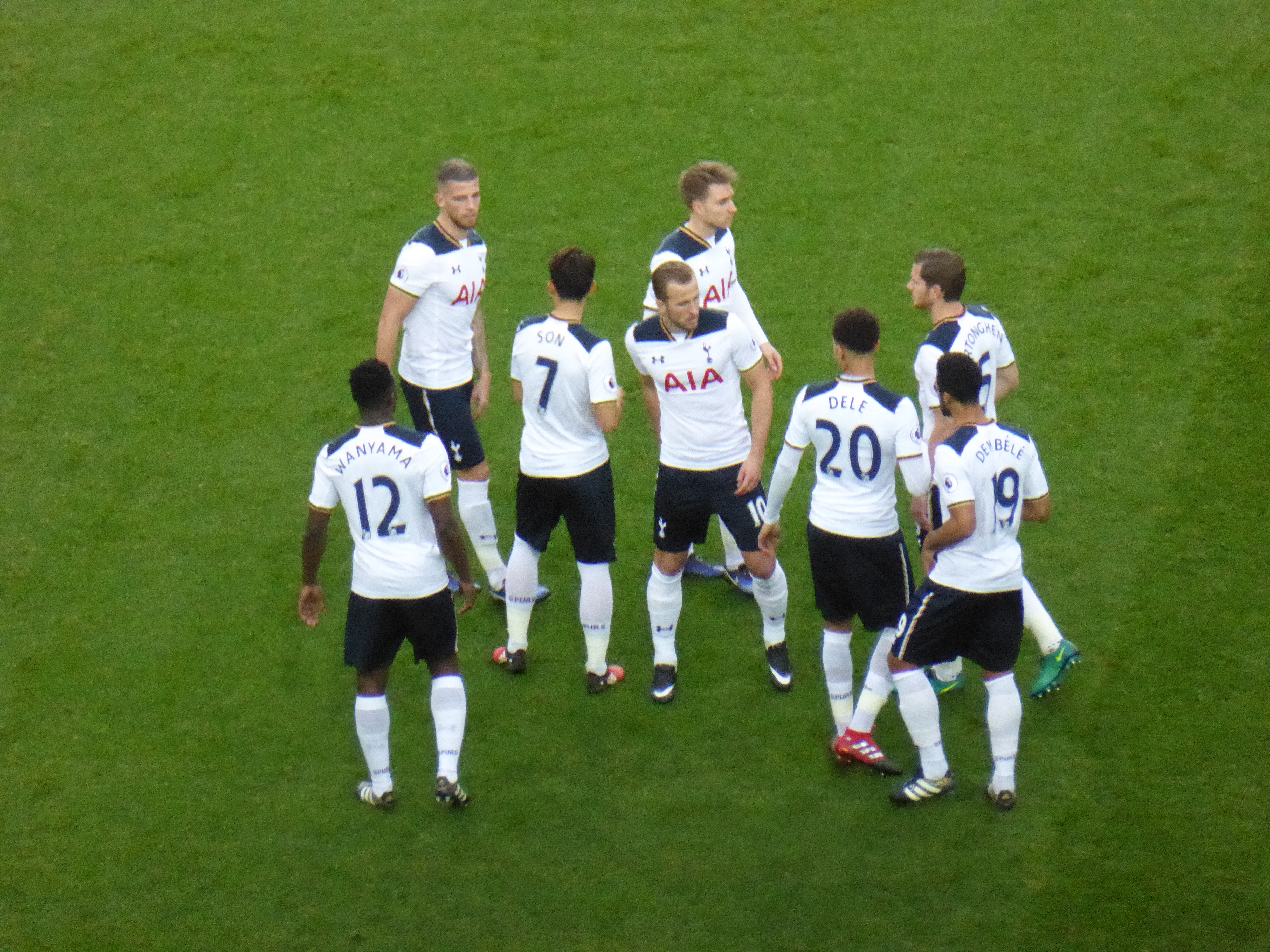
L'équipe des Spurs en 2016-2017.

La saison suivante, Tottenham termine troisième du championnat derrière le surprenant champion Leicester et Arsenal. Hugo Lloris est nommé capitaine en début de saison et Harry Kane termine meilleur buteur avec 25 réalisations. Les Spurs sont éliminés de la Ligue Europa par le Borussia Dortmund, en huitièmes de finale (0-3; 1-2). En Premier League, Tottenham inflige de lourdes défaites aux autres membres du Big Six anglais comme Manchester City (4-1) ou encore Manchester United (3-0), battant les Red Devils à domicile pour la première fois depuis 2001,. Cette troisième place inespérée, première apparition sur le podium depuis 1990, permet à Tottenham de se qualifier pour la troisième fois de son histoire pour la Ligue des champions.

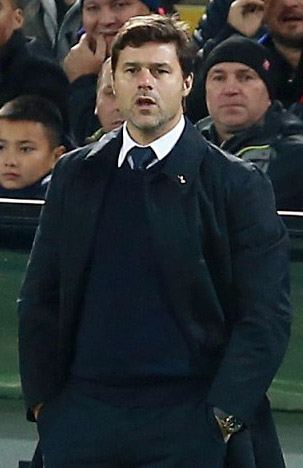
Mauricio Pochettino, entraineur de 2014 à 2019.

 La saison suivante, le club termine à une décevante 3e de son groupe de Ligue des champions derrière l'AS Monaco et le Bayer Leverkusen. Basculés en Ligue Europa, ils sont éliminés dès les seizièmes de finale par La Gantoise (0-1; 2-2). Mais en Premier League, emmené par le quatuor offensif Kane-Alli-Son-Eriksen, les Spurs impressionnent, finissant invaincu à White Hart Lane pour la première fois depuis 1965 (17 victoires, 2 nuls). Grâce à un système défensif particulièrement efficace mettant en valeur les deux défenseurs belges Toby Alderweireld et Jan Vertonghen, Tottenham lutte toute la saison pour les premières places du classement. Le 30 avril 2017, Tottenham s'assure de terminer devant son grand rival Arsenal pour la première fois depuis 1995 à l'issue d'un North London Derby remporté par les Spurs sur le score de 2-0. Tottenham termine à la 2e place du championnat, sept points derrière Chelsea. Le club bat son record de points (86) et termine meilleure attaque et meilleure défense du championnat, tandis que Harry Kane termine meilleur buteur pour la deuxième année consécutive, avec 29 buts,.

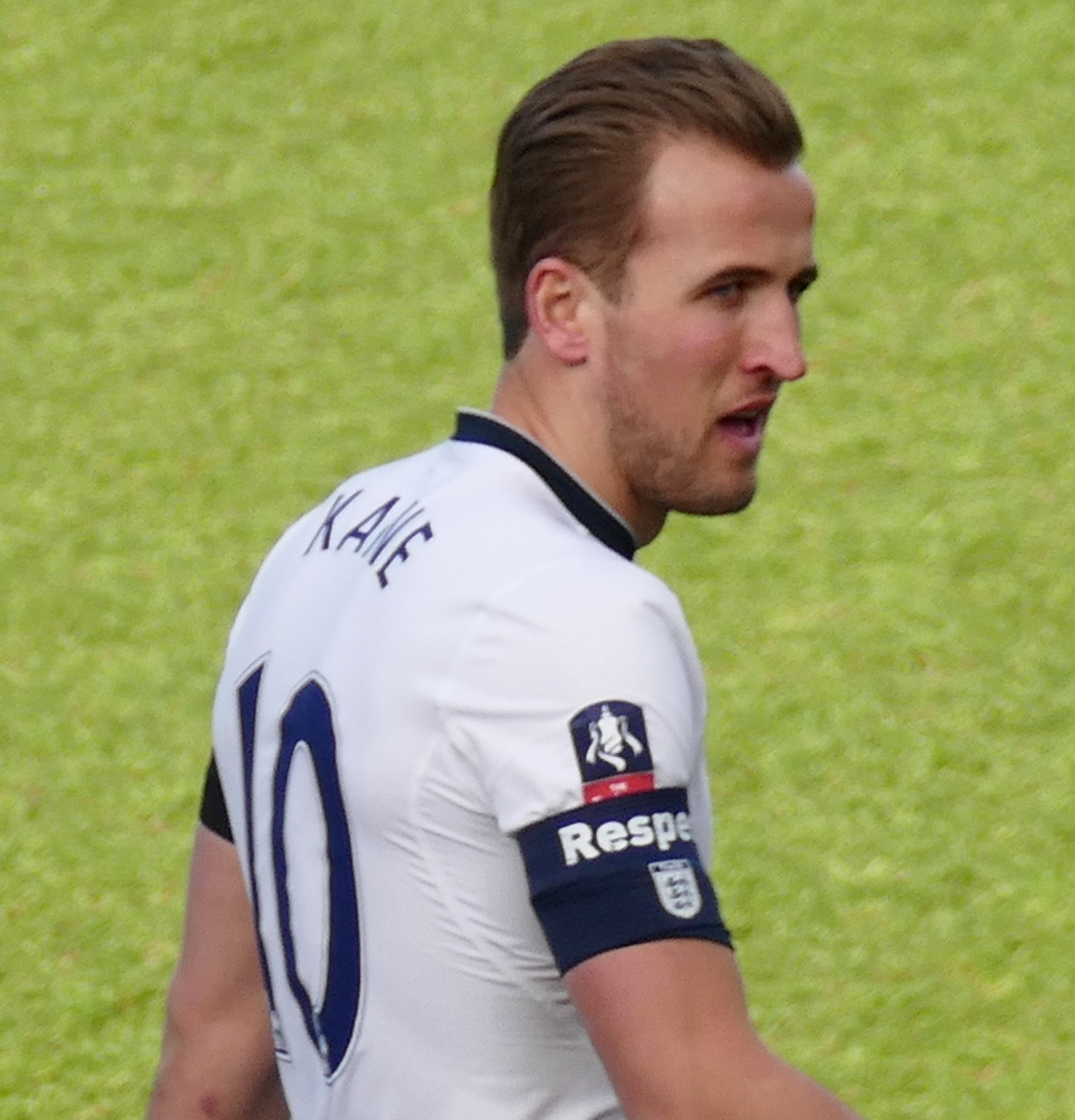
Harry Kane, meilleur buteur de l'histoire du club.

L'année 2017-2018 est une année spéciale. Le club abandonne son stade historique de White Hart Lane qui va être détruit pour laisser place à un nouveau stade, le Tottenham Hotspur Stadium. L'équipe joue donc tous ses matchs à domicile de la saison au stade de Wembley, loué pour l'occasion. Sur le terrain, le club anglais termine à la première place du groupe H en Ligue des champions devant le Real Madrid, l'Apoel Nicosie et le Borussia Dortmund. En huitième de finale la troupe de Pochettino, malgré la solidité collective affichée, s'incline face à la Juventus de Turin (2-2; 1-2). En championnat, le club termine 3e, derrière les clubs mancuniens. Pendant le mercato estival, Tottenham n'achète aucun joueur mais conserve la totalité de son équipe. La plupart des joueurs ont pris part au dernier carré de la Coupe du monde, mais le club se maintient dans le haut du classement toute la saison.
Lors de la saison 2018-2019, le club se bat une fois de plus pour le titre, cette fois ci avec Manchester City et Liverpool. Cependant, à la suite de cinq matchs de suite où Tottenham ne prend qu'un point (match nul contre Arsenal), le club londonien est mis hors course pour le titre. Le 3 avril 2019, Tottenham dispute son premier match au Tottenham Hotspur Stadium face à Crystal Palace, match remporté grâce à des buts de Son Heung-min et de Christian Eriksen (2-0). À la fin de la saison, Tottenham arrache la 4e place de justesse et se qualifie une nouvelle fois pour la Ligue des champions. En Ligue des champions, Tottenham élimine le Borussia Dortmund en huitièmes de finale (3-0 ; 0-1), bien aidés par leur gardien-capitaine Hugo Lloris qui réalise d'excellentes prestations sur les deux rencontres et qui est élu homme du match au retour. Pour les quarts de finale, ils reçoivent pour le premier match européen au Tottenham Hotspur Stadium leurs compatriotes de Manchester City et s'imposent 1-0, grâce à l'arrêt de leur capitaine Hugo Lloris sur un penalty de Sergio Agüero sifflé en début de match et à un but de Son Heung-min,. Lors d'un match retour à rebondissements (3-4) avec 7 buts marqués, dont 5 dans les 20 premières minutes de jeu, Tottenham réussit ainsi à se qualifier pour la première fois depuis 1962 en demi-finales de Ligue des Champions,. Le club perd le match aller face l'Ajax Amsterdam (0-1),, puis s'impose au match retour (3-2) grâce un triplé du Brésilien Lucas Moura, inscrit alors que l'Ajax menait 2-0 à la mi-temps,. Le club londonien retrouve Liverpool dans une finale disputée à Madrid. Le 1er juin 2019, Tottenham s'incline en finale contre Liverpool (0-2).
Malgré ce parcours historique, de nombreuses tensions se font sentir durant l'intersaison entre Pochettino et Daniel Levy. Malgré les demandes du technicien argentin de renouveler l'effectif, seuls trois joueurs arrivent au club : Tanguy Ndombele, Ryan Sessegnon et Giovani Lo Celso. Le club vit alors un début de saison compliqué, essuyant notamment une historique défaite 2-7 face au Bayern Munich en Ligue des Champions. À la mi-novembre 2019, le club pointe à la 14e place, bien éloignée des sommets auxquels Tottenham s'était habitué sur les cinq dernières années.

#### Départ de Pochettino, reconstruction et 3eLigue Europa (2019-)

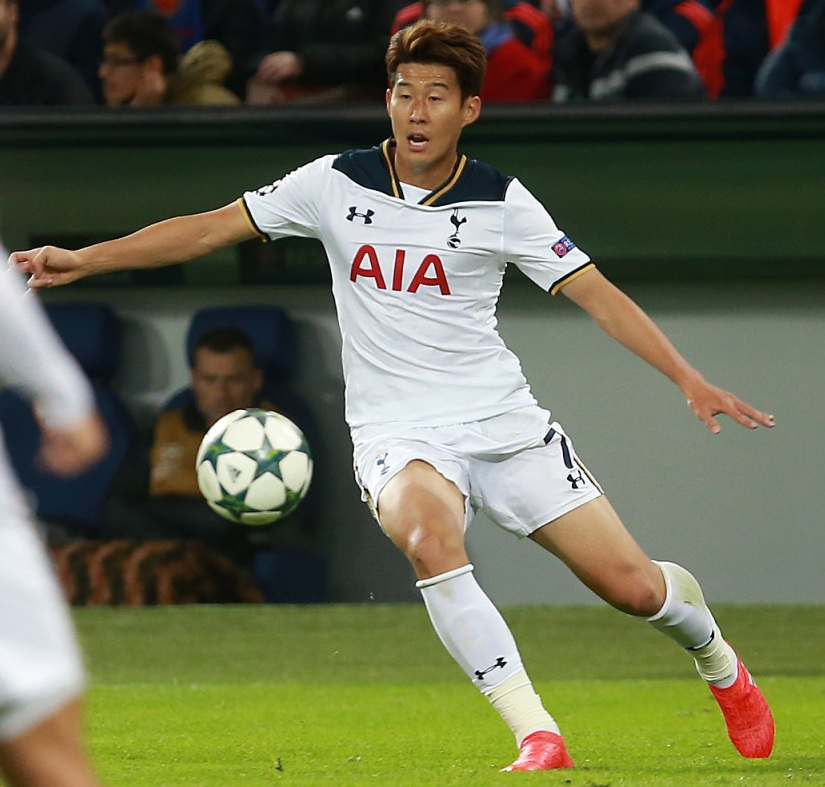
Son Heung-min, meilleur buteur non britannique de l'histoire du club, forme avec Harry Kane le duo d'attaque le plus efficace de l'histoire de la Premier League.

Le 19 novembre 2019, Mauricio Pochettino est finalement démis de ces fonctions après pas moins de cinq années passées à la tête des Spurs, alors que le club pointe en seconde partie de classement, et est remplacé au pied levé par l'entraîneur portugais José Mourinho. Ses débuts sont prometteurs et malgré une fin de saison entachée par plusieurs blessures, le club accroche la 6e place du classement et la Ligue Europa. La saison suivante voit Tottenham se montrer ambitieux sur le mercato, marqué notamment par le retour de Gareth Bale en prêt. Malgré un début de saison remarquable qui voit Tottenham pointer à la première place du classement, et cela notamment grâce à la grande forme du duo Son-Kane qui devient le plus prolifique de l'histoire de la Premier League, l'année 2021 voit Tottenham perdre en régularité ce qui conduit à une baisse significative de résultats qui est fatal à Mourinho qui est remercié avant la fin de la saison. Les Spurs terminent finalement à la 7e place du classement, soit le pire classement de l'équipe depuis 2009.
Après 72 jours passés à la recherche d'un entraîneur, la direction nomme Nuno Espirito Santo à la tête de l'équipe. Dans le même temps, le directeur sportif de la Juventus FC, Fabio Paratici, est également nommé. Malgré trois victoires lors des trois premiers matchs du championnat, l'équipe de Santo commence à enchaîner les mauvaises performances, s'inclinant lourdement face au Chelsea FC et Arsenal. L'équipe est décriée par son aspect inoffensif et sa non-production de jeu, Tottenham étant l'une des pires attaques de Premier League au bout de dix matchs. Le point de rupture est définitivement atteint face à Manchester United où les Spurs s'inclinent (défaite, 0-3) et cela coûte la place du manager portugais, viré le lendemain. Le 2 novembre 2021, l'entraîneur italien Antonio Conte est annoncé comme étant le nouveau coach de Tottenham.

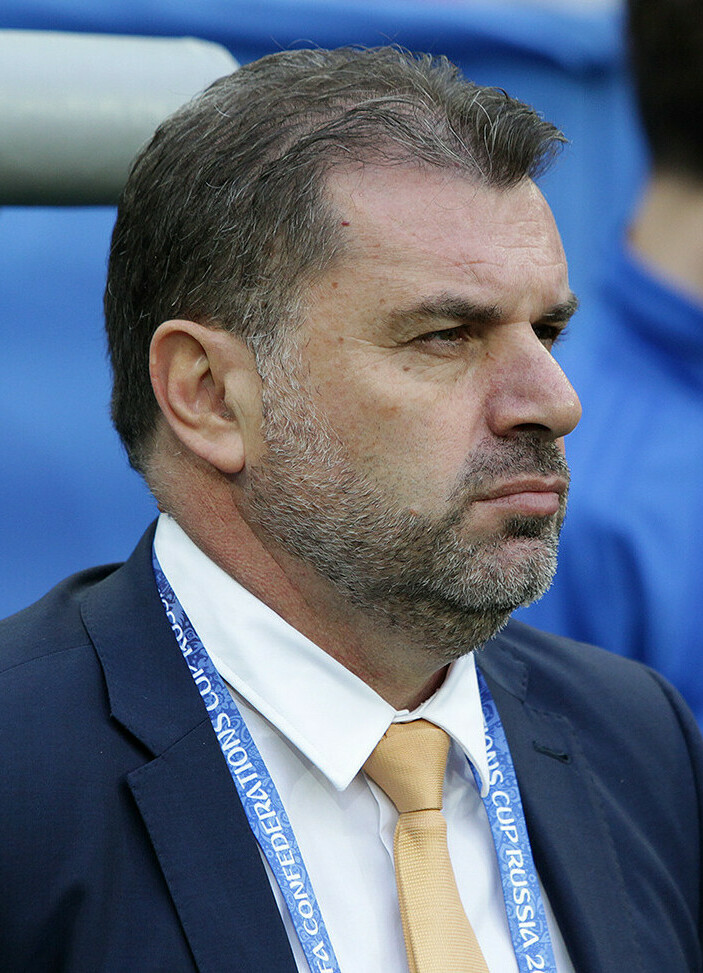
Ange Postecoglou, l'entraîneur du Tottenham Hotspur FC entre 2023 et 2025

Conte réalise alors en très peu de temps un travail important qui permet à l'équipe de remonter au classement et de lutter pour la qualification en Ligue des champions pour la première fois depuis l'ère Pochettino. Les Spurs retrouvent une forme de régularité, chose aidée par l'arrivée des recrues hivernales Dejan Kulusevski et Rodrigo Bentancur, mais également par le retour en forme du duo Son-Kane, qui devient en février 2022 le duo le plus efficace de l'histoire de la Premier League. Une victoire décisive face au rival Arsenal (3-0) permet à Tottenham de véritablement se positionner pour le Top 4, et le club du nord de Londres valide son ticket pour la Ligue des champions lors de la dernière journée du championnat. À la fin du match nul (3-3) contre le Southampton FC, lanterne rouge de Premier League, Antonio Conte a vivement critiqué le club et ses joueurs. Tottenham annoncera le départ d'Antonio Conte après avoir trouvé un accord commun. Il est remplacé par Cristian Stellini, qui assurera la fonction d'intérim jusqu'à la défaite humiliante 6-1 face à Newcastle United. Stellini sera limogé quelques jours après cette défaite, et sera remplacé par Ryan Mason qui assurera la fonction d'intérim jusqu'à la fin de la saison.
Le club, en raison de mauvais résultats lors de la saison 2022-2023, termine à la 8e place de Premier League, synonyme de non qualification pour une compétition européenne. Le 6 juin 2023, le club annonce l'arrivée d'Ange Postecoglou au poste d'entraîneur.
Le 21 mai 2025, les Spurs remportent la Ligue Europa contre Manchester United (victoire, 1-0),. L'unique but de la rencontre est un contre son camp inscrit avant la pause par Luke Shaw,. Il s'agit du premier trophée du Tottenham Hotspur depuis 2008 et de son quatrième titre européen après la Coupe des Coupes en 1963, et la Coupe de l’UEFA, ancêtre de la Ligue Europa, en 1972 et 1984,.

## Identité du club

### Nom
L'origine du nom n'est pas bien connue ; il se pourrait que ce soit une référence à un héros de Henri IV, de William Shakespeare, dénommé Harry Hotspur. Le Hotspur FC est créé par des étudiants de l'école secondaire du All Hallows Church.

### Couleurs
Dans ses premières années, le club n'a pas de couleurs attitrées et change de maillot assez régulièrement. En 1899, les joueurs de Hotspur optent pour le blanc et le marine, pour plusieurs raisons : en hommage à Preston North End FC, auteur du doublé coupe-championnat d'Angleterre en 1889, les succès enregistrés alors (Southern Football League en 1900, FA Cup en 1901) et la nécessité d'arrêter un choix fixe pour la suite les couleurs du maillot du club de Tottenham.

### Écusson
L'emblème du club est un coq sur un ballon, même s'il a été admis que le dit emblème ressemblait plus à une poule d'eau qu'à un coq. Originellement un emblème héraldique, depuis 1983 il est dépeint seul. Une statue de ce coq se trouvait au-dessus de l'entrée du stade de White Hart Lane. Une statue similaire mais de plus grandes dimensions se dresse sur le toit du nouveau stade, le Tottenham Hotspur Stadium.

Historique des logos du Tottenham Hotspur
1956-1983
1983-2006
2006-2024
Depuis 2024.

Symboles du Tottenham Hotspur
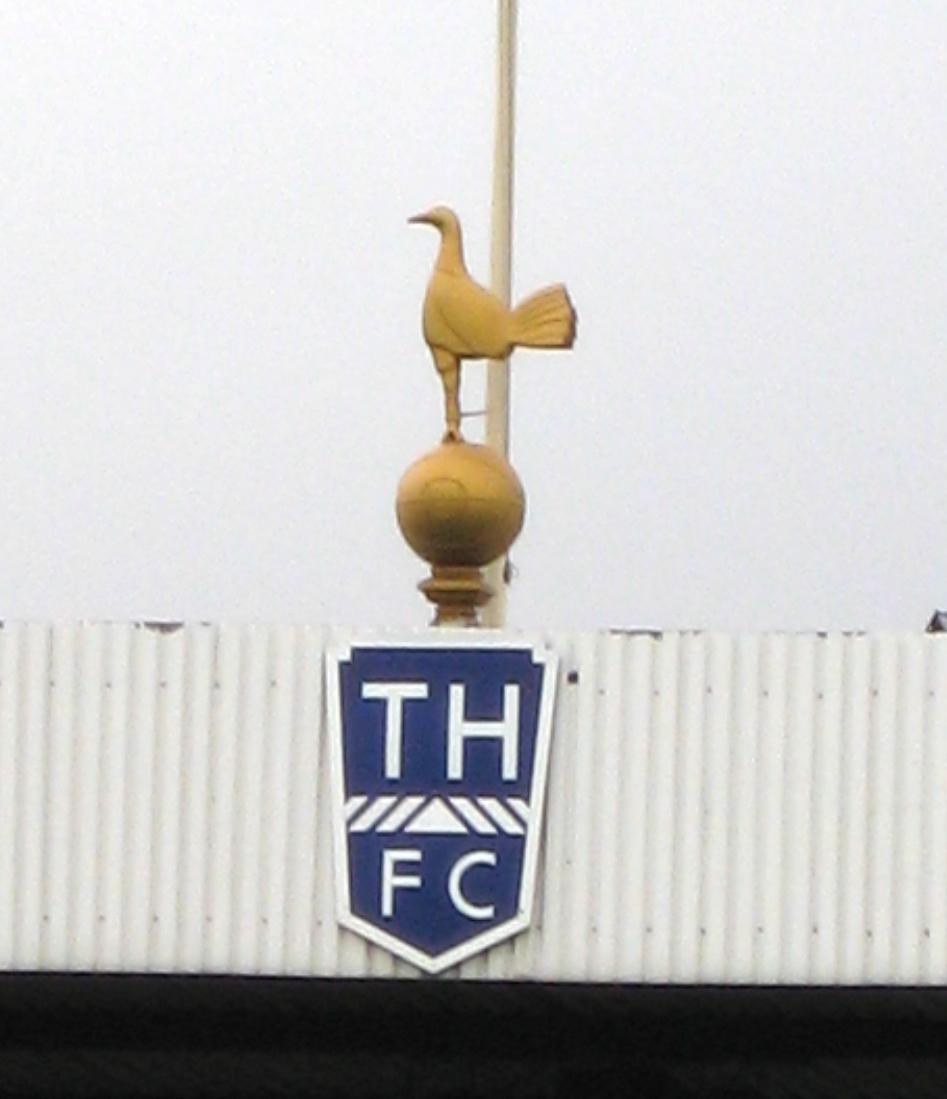
Statue du coq sur l'ancien stade du White Hart Lane.
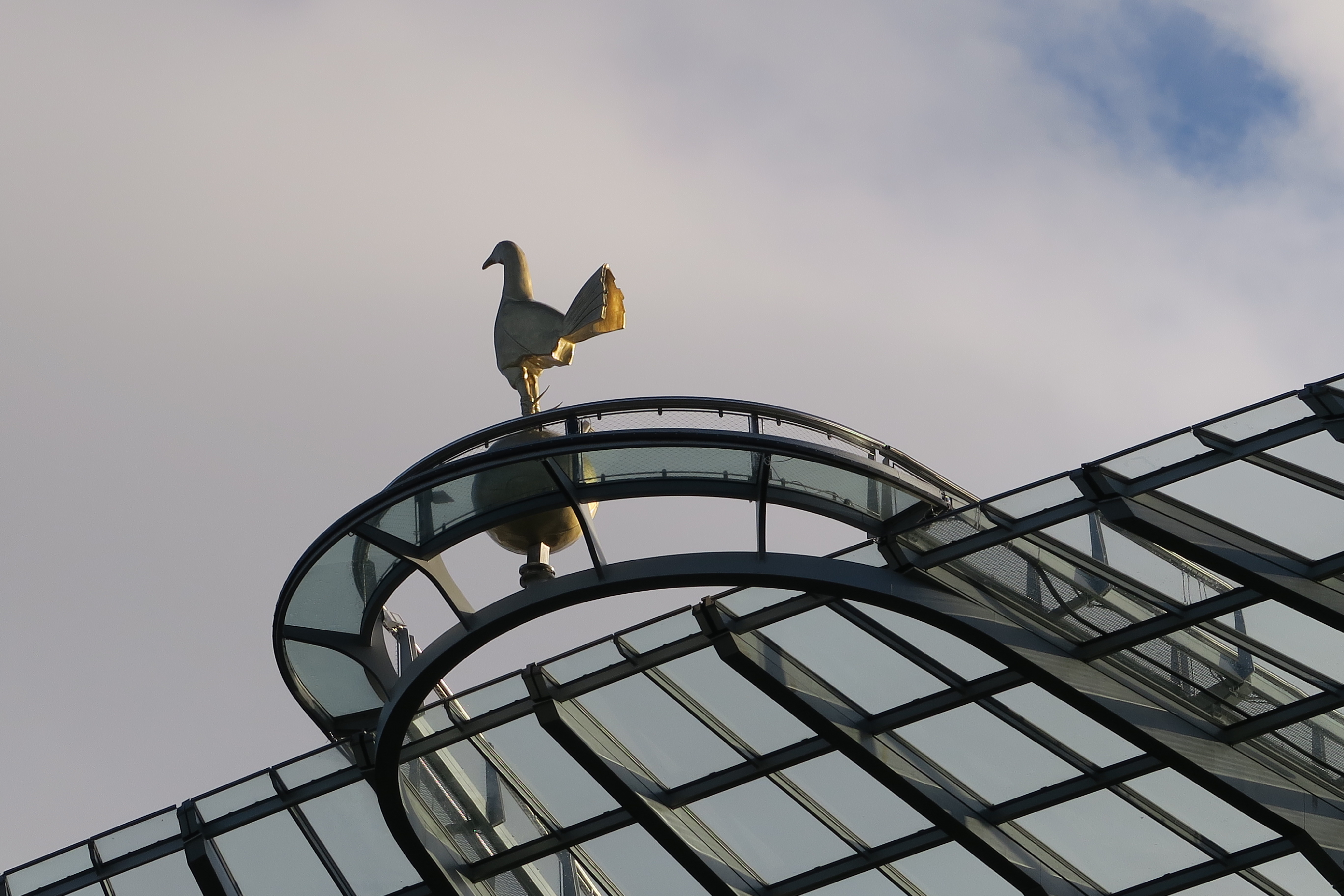
Statue du coq sur le toit du stade du Tottenham Hotspur Stadium.
Logo silhouette de la marque Tottenham Hotspur FC.
Monogramme "THFC".

Dix-huit ans après une première version, le 19 novembre 2024, le club annonce avoir retravaillé son identité visuelle: son célèbre coq, soutenu par une version silhouette, ainsi que par la réintroduction du monogramme "THFC" et de nouvelles couleurs, motifs et signes distinctifs liés à l'héritage du club. Une nouvelle typographie s'ajoute à celle déjà existante, ainsi que des caractères spéciaux, des ligatures et l'extension du texte pour inclure de nouvelles largeurs avec l'introduction d'une version minuscule pour les textes plus longs.

## Résultats sportifs

### Palmarès
Tottenham Hotspur possède un palmarès national bien fourni, mais moins impressionnant que ses principaux rivaux.
| Compétitions nationales | Compétitions internationales |
| - Championnat d'Angleterre (2) - Champion : 1951 et 1961. - Vice-champion : 1922, 1952, 1957, 1963 et 2017. - Troisième : 1934, 1958, 1960, 1962, 1967, 1971, 1985, 1987, 1990, 2016 et 2018. - Coupe d'Angleterre (8) - Vainqueur : 1901, 1921, 1961, 1962, 1967, 1981, 1982 et 1991. - Finaliste : 1987. - Coupe de la Ligue (4) - Vainqueur : 1971, 1973, 1999 et 2008. - Finaliste : 1982, 2002, 2009, 2015 et 2021. - Community Shield (7) - Vainqueur : 1921, 1951, 1961, 1962, 1967 (partagé), 1981 (partagé) et 1991 (partagé). - Finaliste : 1920 et 1982. - Championnat d'Angleterre de D2 (2) - Champion : 1920 et 1950. - Vice-champion : 1908 et 1933. | - Ligue des champions (C1) - Finaliste : 2019. - Coupes des coupes (C2) (1) - Vainqueur : 1963. - Coupe de l'UEFA / Ligue Europa (C3) (3) - Vainqueur : 1972, 1984 et 2025. - Finaliste : 1974 - Supercoupe de l'UEFA - Finaliste : 2025 |

| Régional | Tournois amicaux |
| - Southern League (1) : - Vainqueur : 1900. - Western League (1) : - Vainqueur : 1904. - London League (1) : - Vainqueur : 1903. - League Premier Division (1) : - Vainqueur : 1902. - Football League South 'C' Division (1) : - Vainqueur : 1939. - Football League South (1) : - Vainqueur : 1943 et 1944. - Football League South (2) : - Vainqueur : 1901 et 1906. - Finaliste : 1904 (partagé). - Football League South (2) : - Vainqueur : 1943 et 1944. - London Challenge Cup (2) : - Vainqueur : 1910 et 1928. - Dewar Shield Cup (3) : - Vainqueur : 1901, 1933 et 1934. | - Coupe de la Ligue anglo-italienne (1) : - Vainqueur : 1971. - Football World Championship (0) : - Finaliste : 1901-02. - Norwich Charity Cup (1) : - Vainqueur : 1919. - Norwich Hospital Charity Cup (1) : - Vainqueur : 1946. - Finaliste : 1949 (partagé). - Ipswich Hospital Charity Cup (1) : - Vainqueur : 1951 (partagé). - Trophée Costa del Sol (2) : - Vainqueur : 1965 et 1966. - Nolia Cup (Suède) (1) : - Vainqueur : 1977. - Coupe Kirin (1) : - Vainqueur : 1979. - Sun International Challenge Trophy (Swaziland) (1) : - Vainqueur : 1983. - Coupe de la paix (1) : - Vainqueur : 2005. - Audi Cup (1) : - Vainqueur : 2019. |

### Coefficient UEFA
Le coefficient UEFA permet de classer selon leurs performances les clubs membres de l'UEFA. Ce calcul donne ainsi le classement des meilleurs clubs européens par années. Entre 2007 et 2022, Tottenham connaît une forte ascension au classement, progressant de la 55e à la 14e place et s'imposant ainsi comme étant l'un des clubs européens les plus réguliers.
| Rang | Club              | Coefficient |
| ---- | ----------------- | ----------- |
| 12   | Séville FC        | 91.000      |
| 13   | RB Leipzig        | 83.000      |
| 14   | Tottenham Hotspur | 83.000      |
| 15   | Ajax Amsterdam    | 82.500      |
| 16   | FC Porto          | 80.000      |

## Personnalités du club

### Présidents
- 1898 :  John Oliver
- 1898-1943 :  Charles D. Roberts
- 1943-1961 :  Fred Bearman
- 1961-1969 :  Fred Wale
- 1969-1980 :  Sidney Wale
- 1980-1982 :  Arthur Richardson
- 1982-1984 :  Douglas Alexiou
- 1984-1991 :  Irving Scholar
- 1991-2001 :  Sir Alan Sugar
- depuis 2001 :  Daniel Levy

### Entraîneurs
- 1898-1899 :  Frank Brettell
- 1899-1907 :  John Cameron
- 1907-1912 :  Fred Kirkham
- 1912-1927 :  Peter McWilliam
- 1927-1930 :  Billy Minter
- 1930-1935 :  Percy Smith
- 1935 :  Wally Hardinge (interim)
- 1935-1938 :  Jack Tresadern
- 1938-1942 :  Peter McWilliam
- 1942-1956 :  Arthur Turner
- 1946-1949 :  Joe Hulme
- 1949-1955 :  Arthur Rowe
- 1955-1958 :  Jimmy Anderson
- 1958-1974 :  Bill Nicholson
- 1974-1976 :  Terry Neill
- 1976-1984 :  Keith Burkinshaw
- 1984-1986 :  Peter Shreeves
- 1986-1987 :  David Pleat
- 1987 :  Trevor Hartley et Doug Livermore (interim)
- 1987-1991 :  Terry Venables
- 1991-1992 :  Peter Shreeves
- 1992-1993 :  Doug Livermore et  Ray Clemence
- 1993-1994 :  Osvaldo Ardiles
- 1994 :  Steve Perryman (interim)
- 1994-1997 :  Gerry Francis
- 1997 :  Chris Hughton (interim)
- 1997-1998 :  Christian Gross
- 1998 :  David Pleat (interim)
- 1998-2001 :  George Graham
- 2001 :  David Pleat (interim)
- 2001-2003 :  Glenn Hoddle
- 2003-2004 :  David Pleat (interim)
- 2004 :  Jacques Santini
- 2004-2007 :  Martin Jol
- 2007 :  Clive Allen (interim)
- 2007-2008 :  Juande Ramos
- 2008-2012 :  Harry Redknapp
- 2012-2013 :  André Villas-Boas
- 2013-2014 :  Tim Sherwood
- 2014-2019 :  Mauricio Pochettino
- 2019-2021 :  José Mourinho
- 2021 :  Ryan Mason (interim)
- 2021 :  Nuno Espírito Santo
- 2021-2023 :  Antonio Conte
- 2023 :  Cristian Stellini (interim)
- 2023 :  Ryan Mason (interim)
- 2023-2025 :  Ange Postecoglou
- Depuis 2025 :  Thomas Frank

### Joueurs

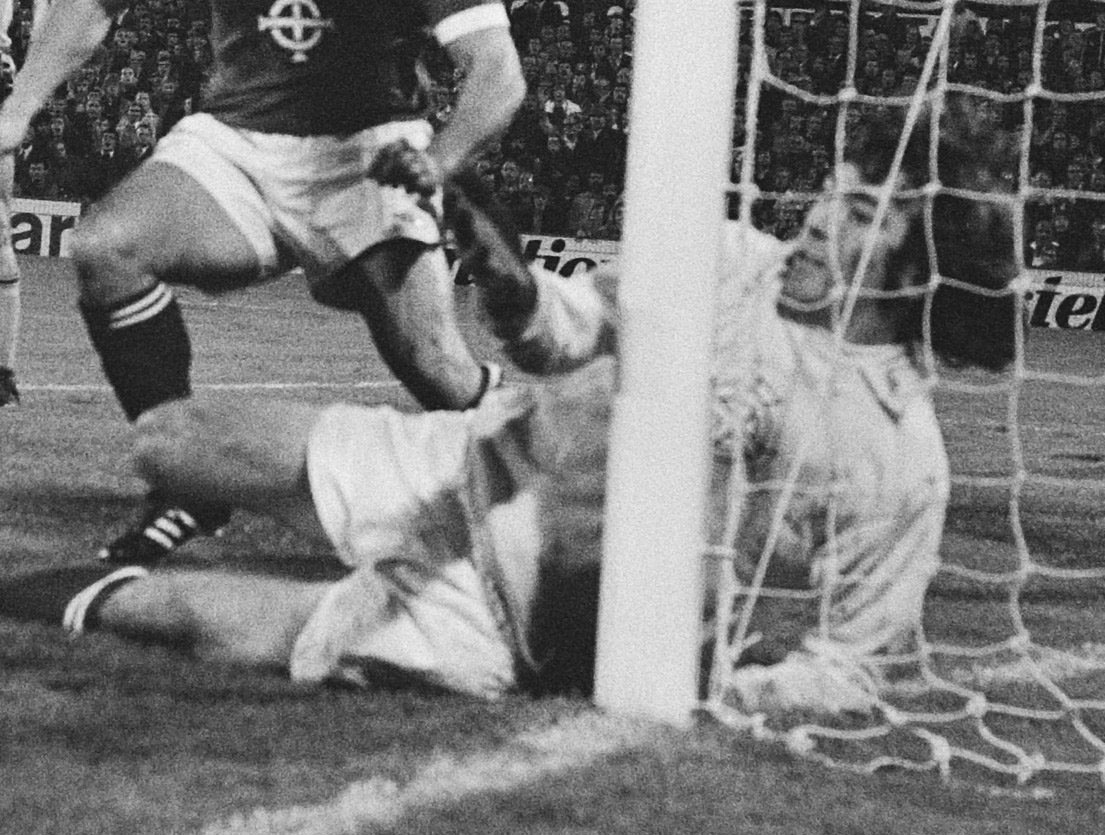
Pat Jennings, gardien emblématique durant l'âge d'or du club dans les années 1960 et 1970.

#### Légendes
Sur son site internet, le club a dévoilé une liste de certains de ces anciens joueurs considérés comme des légendes.

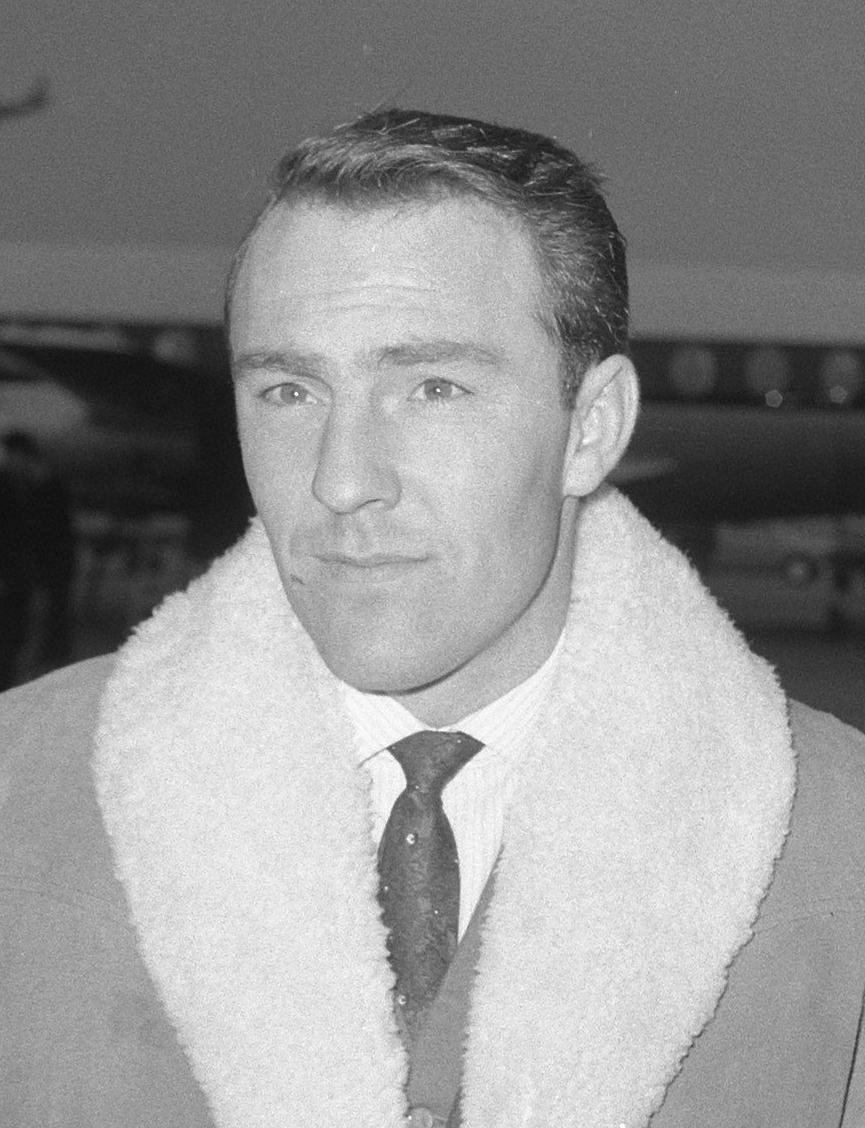
Jimmy Greaves, légende absolue des années 60 aux Spurs, inscrivant 266 buts en 379 matchs.

| N° | Pays | Nom                  | Période   |
| -- | ---- | -------------------- | --------- |
| 1  |      | David Ginola         | 1997-2000 |
| 2  |      | Dimitar Berbatov     | 2006-2008 |
| 3  |      | Ledley King          | 1999-2012 |
| 4  |      | Rafael van der Vaart | 2010-2012 |
| 5  |      | Robbie Keane         | 2002-2011 |
| 6  |      | Jimmy Greaves        | 1961-1970 |
| 7  |      | Paul Gascoigne       | 1988-1992 |
| 8  |      | Gary Lineker         | 1989-1992 |
| 9  |      | Steve Perryman       | 1969-1986 |
| 10 |      | Walter Tull          | 1909-1911 |
| 11 |      | Bill Nicholson       | 1938-1955 |
| 12 |      | Bobby Buckle (en)    | 1882-1895 |
| 13 |      | Gary Mabbutt         | 1982-1988 |
| 14 |      | Glenn Hoddle         | 1975-1987 |

#### Joueurs de l'année

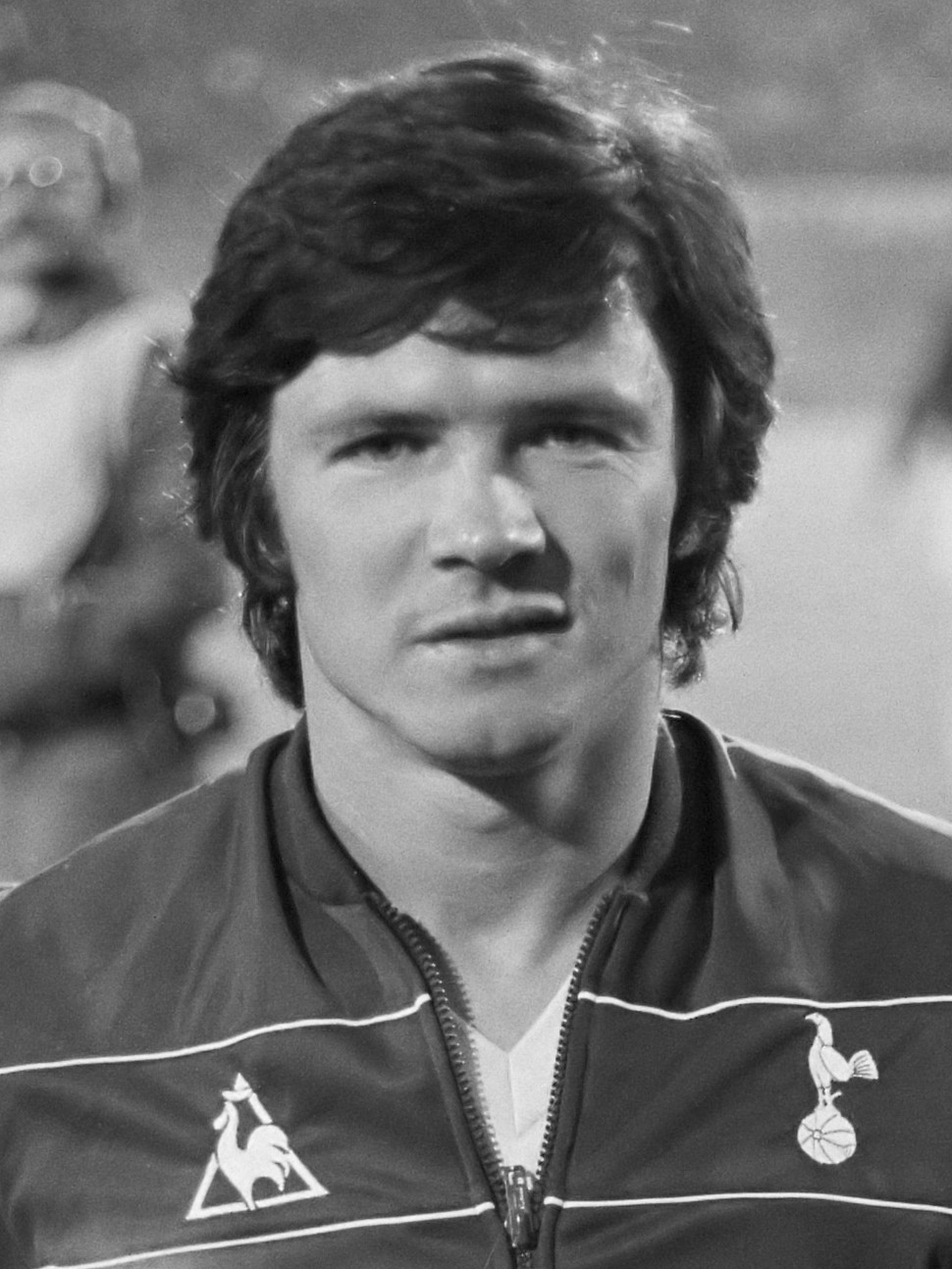
Steve Perryman, joueur le plus capé de l'histoire du club.

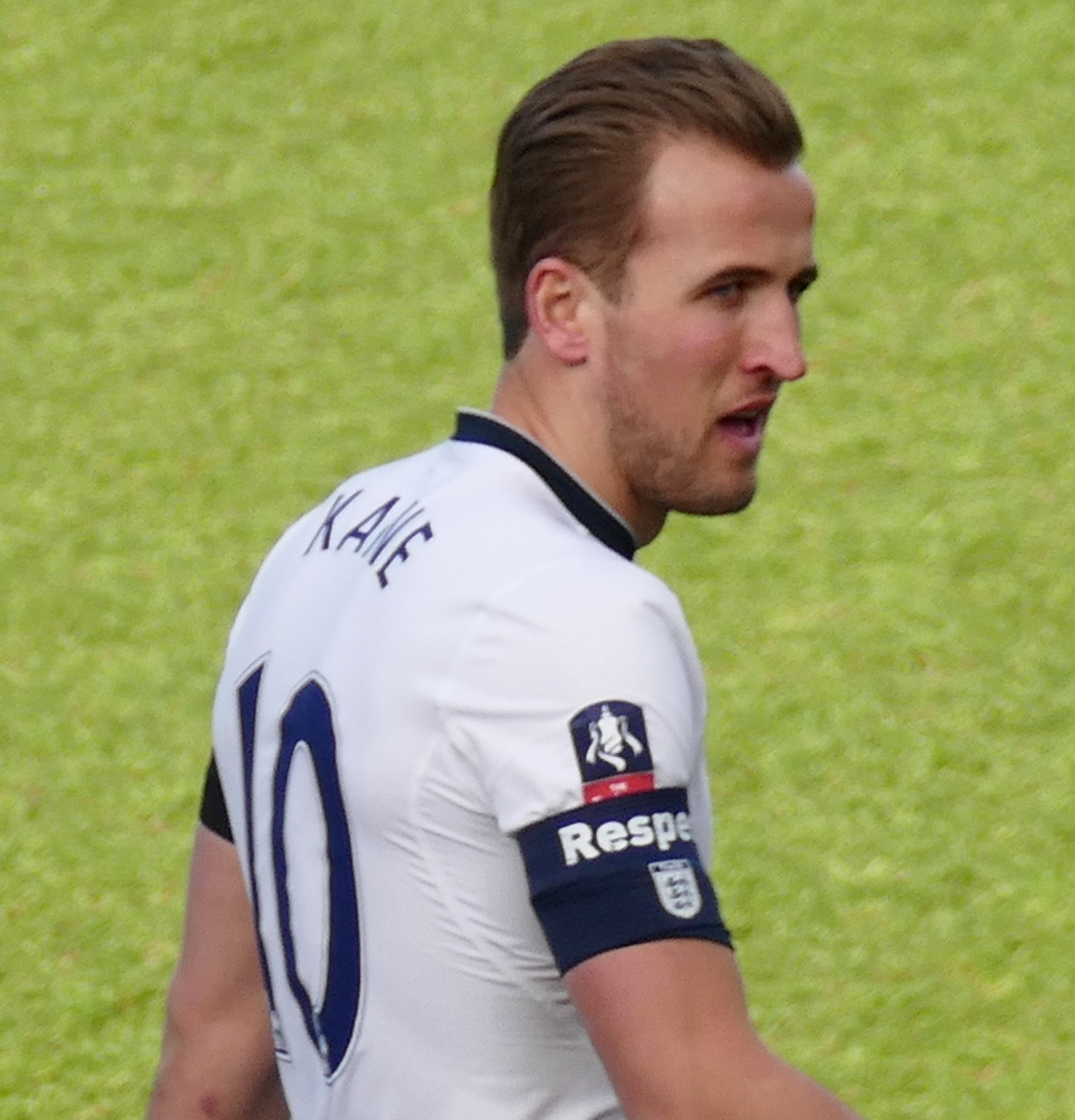
Harry Kane, meilleur buteur de l'histoire du club.

Le joueur de l'année est désigné par les votes des supporters (membres/abonnés). Le calendrier civil fut pris en compte jusqu'à la saison 2005-2006.
- 1987 :  Gary Mabbutt
- 1988 :  Chris Waddle
- 1989 :  Erik Thorstvedt
- 1990 :  Paul Gascoigne
- 1991 :  Paul Allen
- 1992 :  Gary Lineker
- 1993 :  Darren Anderton
- 1994 :  Jürgen Klinsmann
- 1995 :  Teddy Sheringham
- 1996 :  Sol Campbell
- 1997 :  Sol Campbell
- 1998 :  David Ginola
- 1999 :  Stephen Carr
- 2000 :  Stephen Carr
- 2001 :  Neil Sullivan
- 2002 :  Simon Davies
- 2003 :  Robbie Keane
- 2004 :  Jermain Defoe
- 2005-2006 :  Robbie Keane
- 2006-2007 :  Dimitar Berbatov
- 2007-2008 :  Robbie Keane
- 2008-2009 :  Aaron Lennon
- 2009-2010 :  Michael Dawson
- 2010-2011 :  Luka Modrić
- 2011-2012 :  Scott Parker
- 2012-2013 :  Gareth Bale
- 2013-2014 :  Christian Eriksen
- 2014-2015 :  Harry Kane
- 2015-2016 :  Toby Alderweireld[118]
- 2016-2017 :  Christian Eriksen
- 2017-2018 :  Jan Vertonghen
- 2018-2019 :  Son Heung-min
- 2019-2020 :  Son Heung-min
- 2020-2021 :  Harry Kane
- 2021-2022 :  Son Heung-min
- 2022-2023 :  Harry Kane
- 2023-2024 :  Micky van de Ven
- 2024-2025 :  Lucas Bergvall

#### Effectif professionnel actuel
Le premier tableau liste l'effectif professionnel du Tottenham Hotspur pour la saison 2025-2026. Le second recense les prêts effectués par le club lors de cette même saison.
En grisé, les sélections de joueurs internationaux chez les jeunes mais n'ayant jamais été appelés aux échelons supérieurs une fois l'âge-limite dépassé ou les joueurs ayant pris leur retraite internationale.

#### Records

##### Statistiques
| Rang | Nom            | Buts | Période                 |
| ---- | -------------- | ---- | ----------------------- |
| 1    | Harry Kane     | 280  | 2011 - 2023             |
| 2    | Jimmy Greaves  | 266  | 1961 - 1970             |
| 3    | Bobby Smith    | 208  | 1955 - 1964             |
| 4    | Martin Chivers | 174  | 1968 - 1976             |
| 5    | Son Heung-min  | 173  | 2015 - 2025             |
| 6    | Cliff Jones    | 159  | 1958 - 1968             |
| 7    | Jermain Defoe  | 143  | 2004 - 2008 2009 - 2014 |
| 8    | George Hunt    | 138  | 1930 - 1937             |
| 9    | Len Duquemin   | 134  | 1946 - 1957             |
| 10   | Alan Gilzean   | 133  | 1964 - 1974             |

| Rang | Nom            | Matches | Période     |
| ---- | -------------- | ------- | ----------- |
| 1    | Steve Perryman | 854     | 1969 - 1986 |
| 2    | Garry Mabbutt  | 611     | 1982 - 1998 |
| 3    | Pat Jennings   | 590     | 1964 - 1977 |
| 4    | Cyril Knowles  | 506     | 1964 - 1975 |
| 5    | Glenn Hoddle   | 490     | 1975 - 1987 |
| 6    | Son Heung-min  | 454     | 2015 - 2025 |
| 7    | Ted Ditchburn  | 452     | 1946 - 1958 |
| 8    | Hugo Lloris    | 447     | 2012 - 2023 |
| 9    | Alan Gilzean   | 439     | 1964 - 1974 |
| 10   | Jimmy Dimmock  | 438     | 1919 - 1931 |

##### Transferts
| Arrivées |       |                  |          |                    |
| Rang     | Année | Joueur           | Montant  | Provenance         |
| 1er      | 2024  | Dominic Solanke  | 64,30 M€ | AFC Bournemouth    |
| 2e       | 2019  | Tanguy Ndombele  | 62 M€    | Olympique Lyonnais |
| 3e       | 2022  | Richarlison      | 58 M€    | Everton FC         |
| 4e       | 2023  | Brennan Johnson  | 55 M€    | Nottingham Forest  |
| 5e       | 2022  | Cristian Romero  | 52 M€    | Atalanta Bergame   |
| 6e       | 2023  | James Maddison   | 46,30 M€ | Leicester City     |
| 7e       | 2017  | Davinson Sánchez | 40 M€    | Ajax Amsterdam     |
| 8e       | 2024  | Archie Gray      | 41,25 M€ | Leeds United       |
| 9e       | 2023  | Pedro Porro      | 40 M€    | Sporting CP        |
| 10e      | 2023  | Micky van de Ven | 40 M€    | VfL Wolfsburg      |

| Départs |       |                   |          |                   |
| Rang    | Année | Joueur            | Montant  | Destination       |
| 1er     | 2013  | Gareth Bale       | 101 M€   | Real Madrid       |
| 2e      | 2023  | Harry Kane        | 95 M€    | Bayern Munich     |
| 3e      | 2017  | Kyle Walker       | 52,7 M€  | Manchester City   |
| 4e      | 2008  | Dimitar Berbatov  | 38 M€    | Manchester United |
| 5e      | 2012  | Luka Modrić       | 35 M€    | Real Madrid       |
| 6e      | 2022  | Steven Bergwijn   | 31,25 M€ | Ajax Amsterdam    |
| 7e      | 2006  | Michael Carrick   | 27,2 M€  | Manchester United |
| 8e      | 2020  | Christian Eriksen | 27 M€    | Inter Milan       |
| 9e      | 2008  | Robbie Keane      | 24 M€    | Liverpool FC      |
| 10e     | 2024  | Oliver Skipp      | 23,50 M€ | Leicester City    |

## Infrastructures

### White Hart Lane (1899-2017)

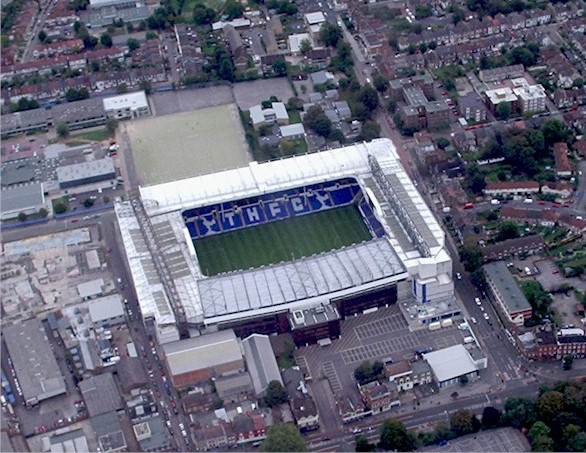
Vue aérienne de White Hart Lane

Localisé dans la banlieue nord de Londres, White Hart Lane est le stade de football de Tottenham de 1899 à 2017.
Le stade est inauguré le 4 septembre 1899 à l'occasion d'un match contre Derby County remporté sur le score de 4-1. Le stade s'élève alors sur le site d'une crèche désaffectée. Le record d'affluence est de 75 038 spectateurs le 5 mars 1938 pour un match de FA Challenge Cup entre Tottenham et Sunderland AFC. White Hart Lane a notamment atteint une capacité de 80 000 places dans les années 1950 avant d'être réduit à la suite de rénovations dans les années 1980 et 1990.
Le terrain est équipé d'un système d'éclairage pour les matchs en nocturne en septembre 1953. Le stade fait souvent le plein, surtout dans les années 1960. Depuis 1972, White Hart Lane est l'une des rares enceintes britanniques à ne pas comporter de panneaux publicitaires. Sa contenance est fortement réduite dans les années 1980 et 1990 à la suite de la promulgation du Safety of Sports Ground Act et des drames du Heysel et de Hillsborough.
Tottenham est resté invaincu à domicile en championnat lors des saisons 1964-1965 et 2016-2017. L'exiguïté du stade a conduit les dirigeants à entreprendre la construction d'un nouveau stade beaucoup plus grand et moderne. Le dernier match disputé au Lane est un match de Premier League contre Manchester United (victoire 2-1), à la suite duquel a lieu un envahissement de terrain des supporters et une cérémonie d'adieu.

### Stade de Wembley (2017-2019)

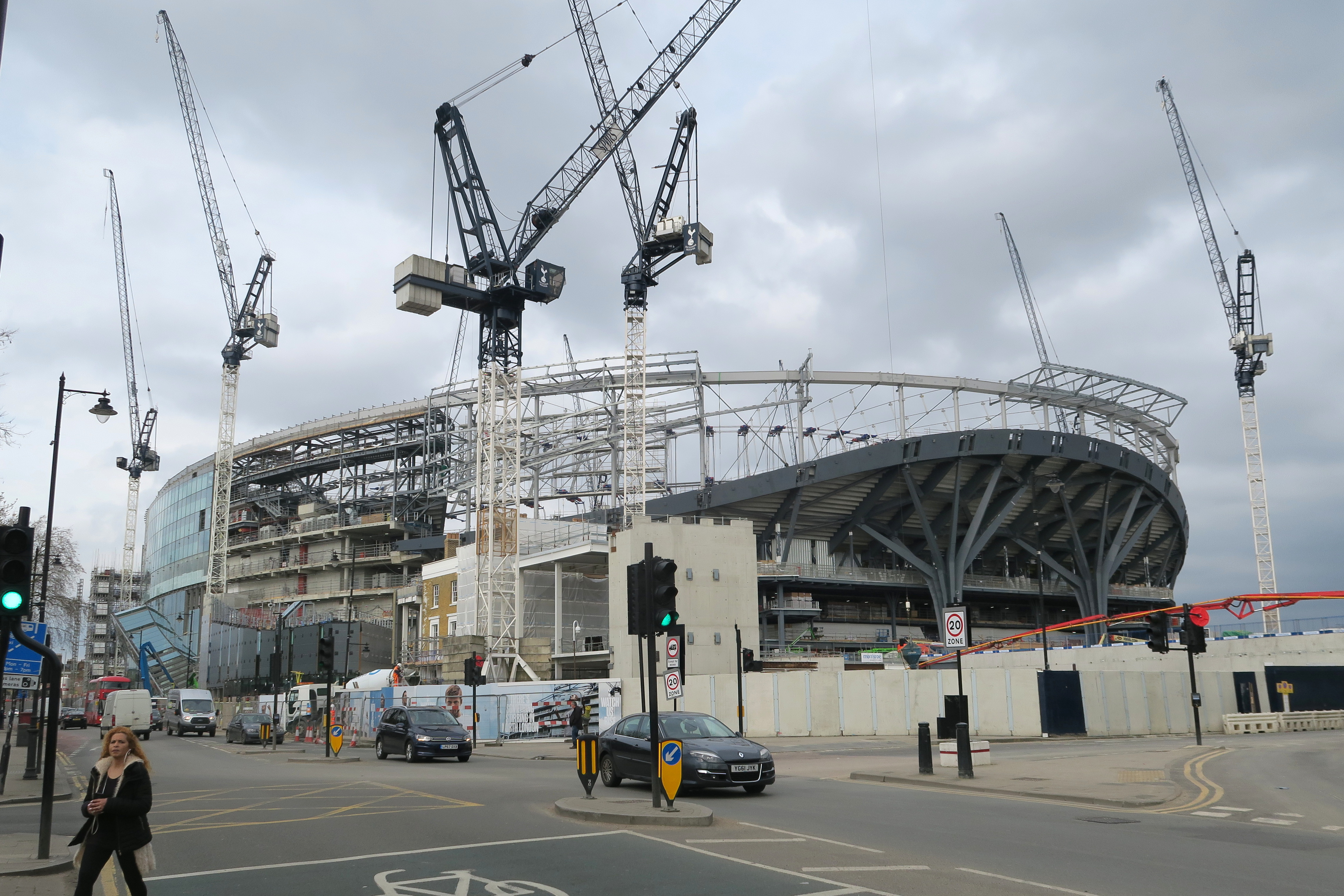
Le nouveau stade en construction

Confronté à la relative exiguïté de son stade, le club envisage le déménagement dans une nouvelle enceinte. Le club candidate pour devenir le résident du Stade olympique de Londres, construit à l'occasion des Jeux olympiques d'été de 2012, en concurrence avec West Ham. Ce dernier sera retenu et s'installera donc prochainement dans le grand stade de l'est londonien. Par ailleurs, un projet de construction est connu comme le Northumberland Development Project. La construction de ce nouveau stade en lieu et place de l'enceinte historique entrainera le déménagement temporaire des matchs à domicile, lors de la saison 2017-2018. Le club aura ainsi un nouveau stade, de plus de 61 000 places, à compter de 2019, qui prendra place à l'emplacement exact de White Hart Lane. Ce dernier sera tout simplement détruit. En attendant la livraison de ce nouveau stade, soit dès la saison 2017-2018, Tottenham a reçu l'autorisation de la mairie pour jouer à Wembley, le grand stade national.
Les Spurs ont joué à Wembley à l'occasion des rencontres de Ligue des champions de la saison 2016-2017, où ils ne s'étaient imposés qu'une fois (3-1 contre le CSKA Moscou) contre deux défaites contre l'AS Monaco et le Bayer Leverkusen.
Tottenham a ensuite joué tous les matchs à domicile de la saison 2017-2018, ne perdant que deux fois en Premier League contre Chelsea (1-2) puis Manchester City (1-3). Le 10 février 2018, le North London Derby en Tottenham et Arsenal (remporté 1-0 sur un but de Kane) a rassemblé 83 222 supporters, soit le record d'affluence de l'histoire du championnat anglais.
Tottenham a également joué à Wembley pour les matchs à domicile de la saison 2018-2019, cela jusqu'en avril et l'ouverture du nouveau stade,.

### Tottenham Hotspur Stadium (depuis 2019)

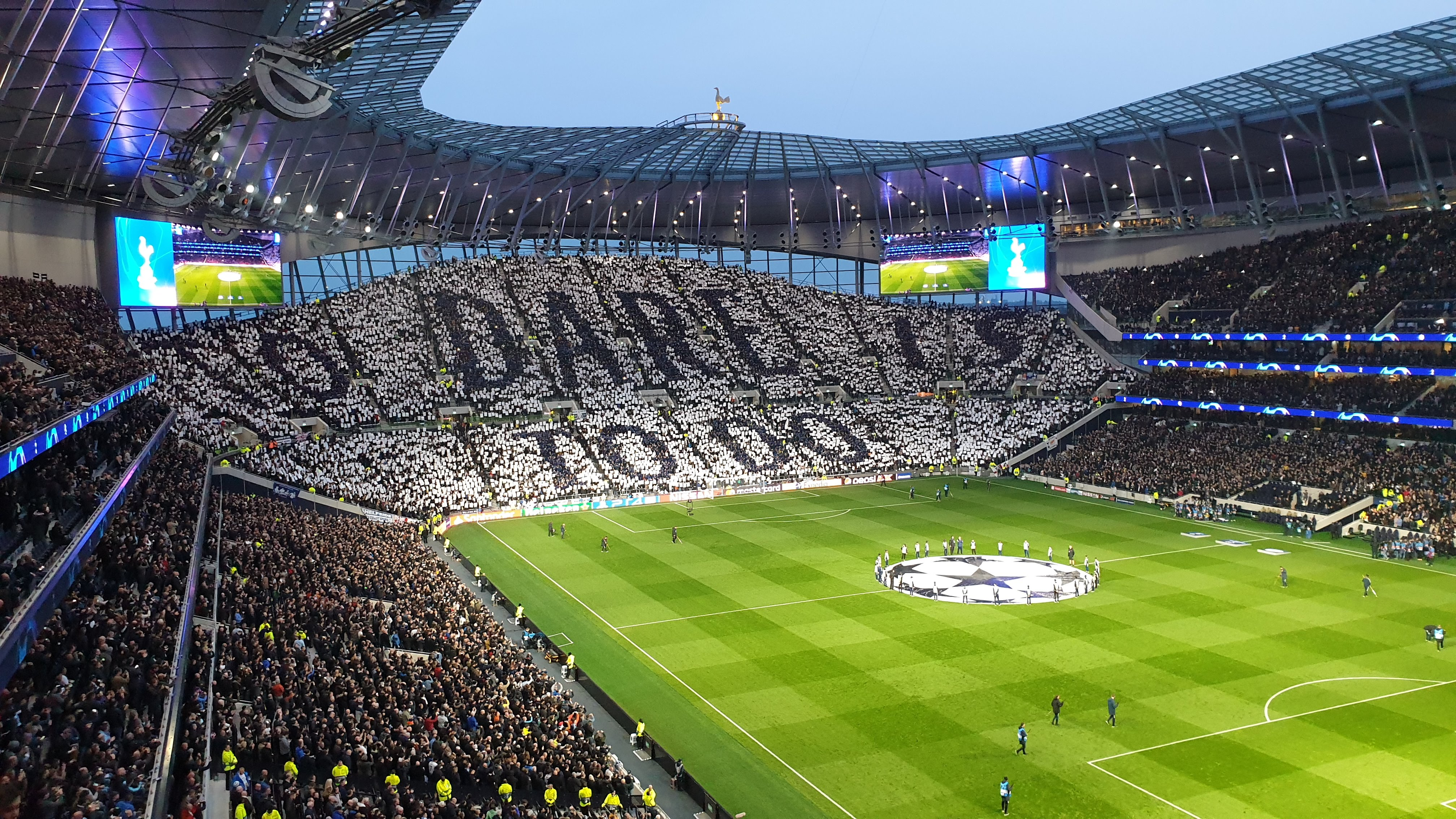
Le Tottenham Hotspur Stadium lors du quart de finale aller de la Ligue des Champions contre Manchester City en 2019.

Le 3 avril 2019, le Tottenham Hotspur Stadium est inauguré à l'occasion du match en retard de la 31e journée de la Premier League, opposant Tottenham à Crystal Palace. Les Spurs remportent la rencontre sur le score de 2-0 avec des buts signés Son Heung-min et Christian Eriksen. Le premier match européen a lieu le 9 avril 2019 à l'occasion du quart de finale aller de la Ligue des champions opposant Tottenham à Manchester City. Plus de 60 000 supporters sont présents et un tifo représentant la devise du club est exhibé sur le "Mur blanc" du stade. La rencontre est marquée par l'arrêt de Hugo Lloris sur un penalty de Sergio Agüero et également par le but de Son, pour une victoire 1-0.
Le Tottenham Hotspur Stadium est le 3e plus grand stade d'Angleterre avec 62 850 places, n'étant dépassé que par Old Trafford, le stade de Manchester United (75 643 places) et par le Stade de Wembley (90 000 places), enceinte de l'équipe d'Angleterre. La tribune sud du stade, sans doute la plus remarquable de l'enceinte de par son utilisation pour la présentation de tifos notamment, est également la plus grande tribune d'Angleterre avec plus de 17 000 places.
L'actuel record d'affluence du stade est de 62 027 spectateurs, nombre observé à l'occasion du match en retard de la 22e journée du championnat d'Angleterre 2021-2022, opposant Tottenham à son rival Arsenal, derby remporté par les Spurs en mai 2022 (3-0),.

## Propriété
À partir de 2001, les actions du Tottenham Hotspur FC sont enregistrées à l'Alternative Investment Market (AIM index). En 2011, l'actionnaire majoritaire est ENIC International Ltd, une société d'investissement appartenant au milliardaire britannique Joe Lewis, qui rachète notamment les parts de l'ancien président Alan Sugar en 2007 et de Stelios Haji-Ioannou en 2009. Daniel Levy, partenaire de Lewis à ENIC, est le président exécutif du club. Une augmentation de capital est réalisée par ENIC en 2009 dans le but de financer le nouveau stade. En 2010, ENIC détient 76 % des actions de la société Tottenham Hotspur plc.
Fin 2011, le président Levy annonce la sortie du club de la bourse AIM et la transformation de la public limited company en société de droit privé.

## Soutien populaire

### Supporters
Tottenham peut compter sur de nombreux supporters au Royaume-Uni, notamment dans le Nord de Londres et les Home Counties. On trouve également des clubs de supporters de Tottenham à travers le monde. Le club est par ailleurs le plus supporté de la capitale britannique.

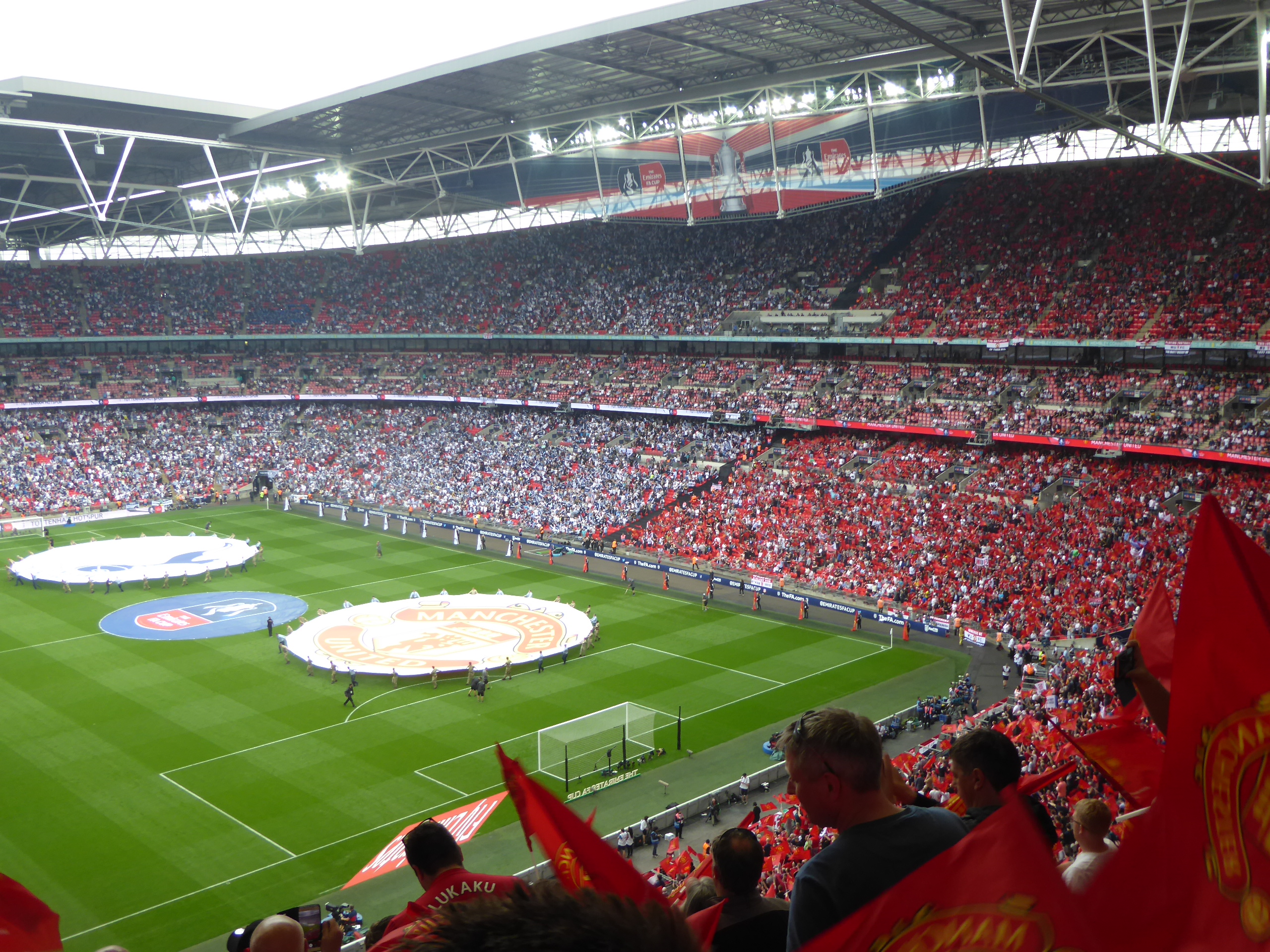
Demi-finale de la FA Cup entre les Spurs et Manchester United en 2018. On y voit plusieurs milliers de supporters de Tottenham vêtus de blanc.

Ce soutien se ressent logiquement dans les tribunes. Entre 1946 et 1969, Tottenham compte à cinq reprises la plus forte affluence moyenne du championnat d'Angleterre. La réduction du nombre de places à White Hart Lane empêche cependant le club de recevoir autant de supporters que possible. Lors de la saison 2010-2011 par exemple, Tottenham n'est que dixième au classement des meilleures affluences du championnat d'Angleterre, avec 35 703 spectateurs de moyenne, soit un taux de remplissage de 98 %. Cependant, lors de la saison 2017-2018 lorsque le club a emménagé à Wembley, Tottenham a alors figuré à le deuxième place du classement derrière Manchester United avec une moyenne de 67 953 spectateurs. Le club peut compter également sur le soutien public de quelques supporters célèbres comme notamment le philosophe Alfred Jules Ayer.
Comme d'autres clubs londoniens, Tottenham Hotspur a le soutien d'une part de la communauté juive de la ville, ce qui lui valut d'être la cible de provocations antisémites,. En réaction, les supporters du club, juifs ou non, ont adopté le surnom Yids, un terme initialement péjoratif, afin d'en faire un motif de fierté. Une situation similaire existe à Amsterdam autour des supporters de l'Ajax.
Les tarifs des billets et abonnements pratiqués par le club sont parmi les plus élevés d'Europe.

### Chants des fans
Comme tous les autres clubs anglais, les supporters de Tottenham ont pris l'habitude d'entonner des chants à la gloire de leurs joueurs. Le plus familier est le fameux "Oh When the Spurs Go Marching In" (Quand les Spurs se mettent en marche), reprise de la chanson de Louis Armstrong Oh "When the Saints Go Marching In" que les supporters ont commencé à chanter au début des années 1960. Le duo de chanteurs Chas & Dave (en) a composé lors des années 1980 et 1990 plusieurs chansons sur Tottenham, à l'occasion des finales de FA Cup en 1981, 1982 et en 1991, des tubes comme "Ossie's Dream" (en référence à Osvaldo Ardiles), "Tottenham, Tottenham" ou encore l'hymne officiel du club "Glory, Glory, Tottenham Hotspur".

## Rivalités

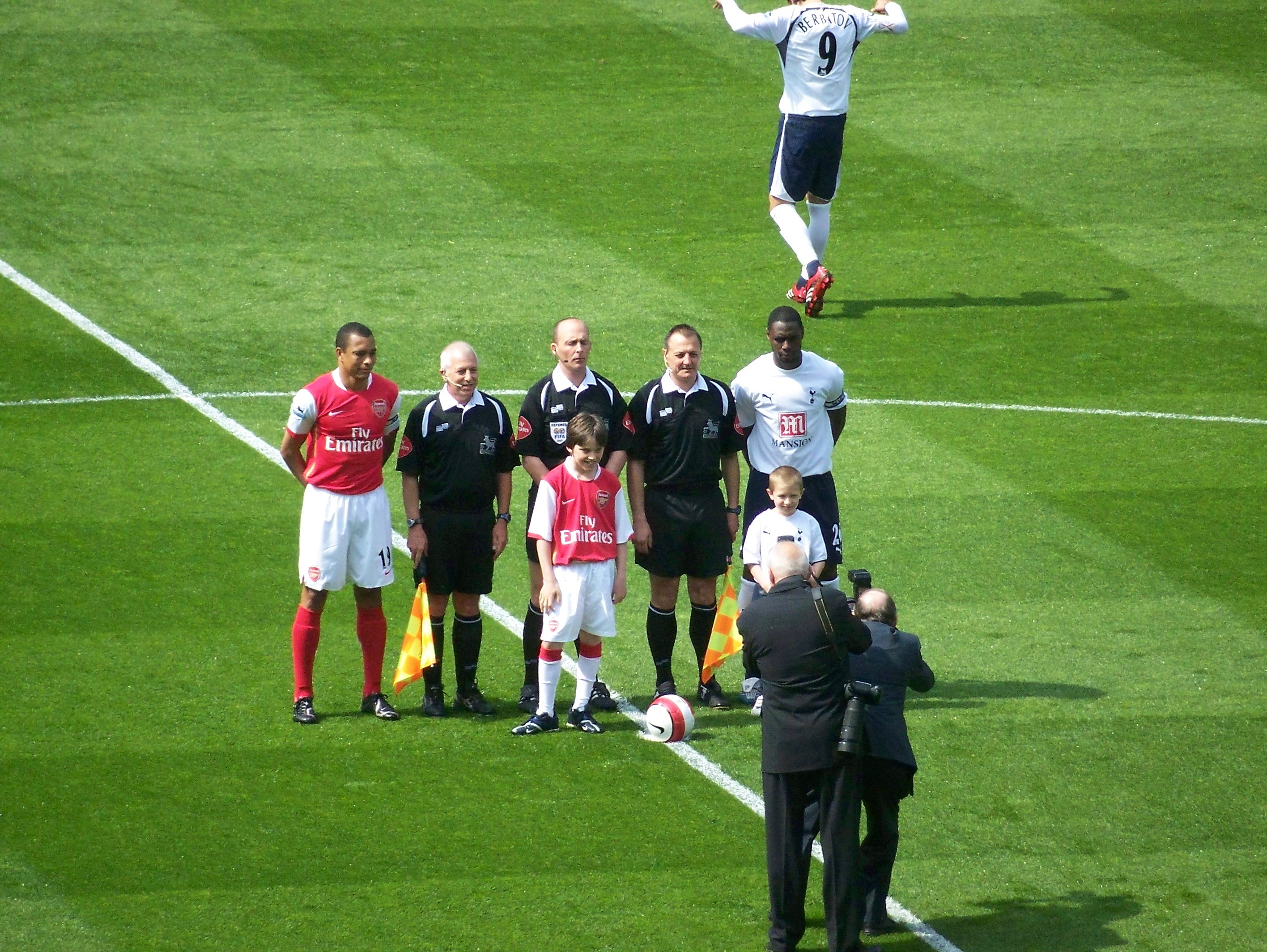
Photo des capitaines avant un match en 2007.

Tottenham compte de nombreux clubs rivaux traditionnels, principalement dans l'agglomération de Londres. Le derby le plus connu est celui qui anime le North London, avec Arsenal FC ; mais des rivalités existent également avec Chelsea FC ou West Ham United.

### North London derby
La première rencontre entre Tottenham et Arsenal a lieu le 11 novembre 1887, alors qu'Arsenal FC portait encore le nom de Royal Arsenal. Le match est interrompu 15 minutes avant la fin à cause de l'obscurité, les Spurs menant au score 2-1. Le premier affrontement en championnat remonte au 4 décembre 1909, Arsenal l'emportant 1-0. Cependant, la féroce rivalité entre les deux clubs ne commence pas avant la Première Guerre mondiale :
- Tout d'abord en 1913, Arsenal déménage du site de Woolwich vers Highbury, à proximité du stade de Tottenham, White Hart Lane. Cette proximité géographique constitua la première source de malaise entre les deux clubs.
- Le sentiment de défiance fut renforcé lorsque le championnat d'Angleterre reprit son cours après la grande guerre. Lors de la dernière saison d'avant-guerre les clubs de Derby County et Preston North End terminèrent premier et deuxième du championnat de deuxième division (Football League Second Division), assurant leur promotion en première division. Malgré tout la Première division, alors baptisée Football League First Division, devait être étendue de 20 à 22 clubs en 1919. Ne disposant pas d'un règlement précis sur ce point, la fédération eut recours à un vote afin d'attribuer les places restantes en première division. La procédure fut compliquée par un scandale ayant entaché la saison 1915 durant laquelle certains matchs furent arrangés. L'équipe de Chelsea se retrouva 19e au classement de première division, et donc en position de relégable, à la suite de l'arrangement passé entre Liverpool et Manchester United. Il fut donc décidé que ce club, directement victime de l'affaire de corruption, conserverait sa place en First Division malgré son classement. Tottenham, classé 20e de première division, aurait pu échapper lui aussi à la relégation. Barnsley FC, 3e de deuxième division pouvait également espérer occuper la dernière place disponible, mais le vote en décida autrement. Le président d'Arsenal Henry Norris réussit à rassembler une majorité de votants afin de promouvoir son club, qui s'était pourtant classé à la 5e place du championnat de deuxième division[150]. Il fut accusé d'avoir versé des dessous de table, mais aucune malversation n'a jamais été prouvée.

Tottenham remonta en First Division la saison suivante, et depuis lors la rivalité entre les deux clubs voisins ne fit que s'amplifier. Comme dans toute rivalité sportive les supporters des deux équipes, qui vivent et travaillent souvent dans les mêmes quartiers, aiment à rappeler les malheurs du club adverse. Les joueurs transférés d'un club à l'autre, comme le défenseur Sol Campbell, doivent également subir la bronca des supporters de leur ex équipe : Campbell étant surnommé « Judas » par les supporters de Tottenham, après son passage chez les Gunners.

### Autres rivalités

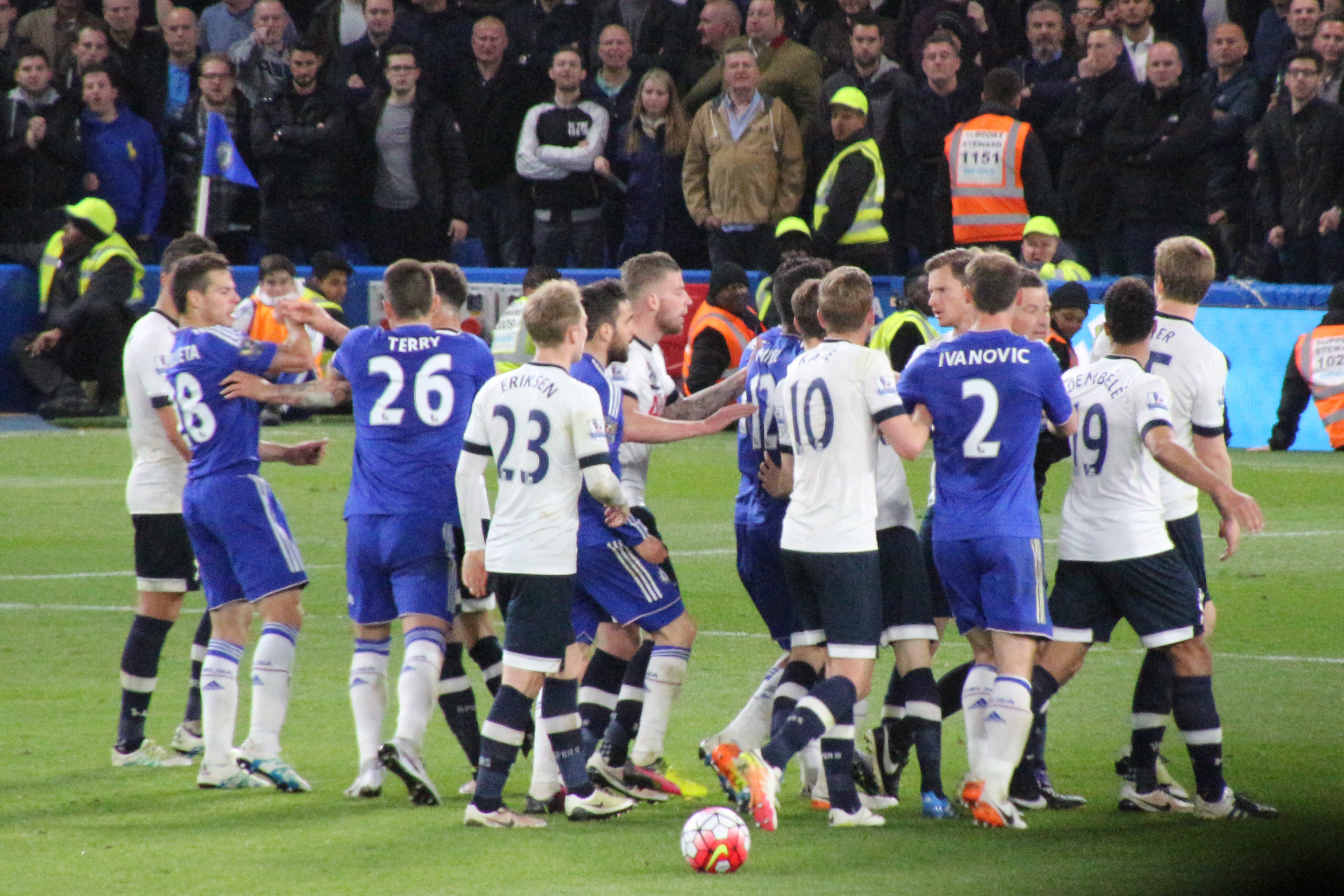
Altercation entre les joueurs de Tottenham Hotspur et de Chelsea lors de La bataille de Stamford Bridge le 2 mai 2016.

Tottenham entretient également une forte rivalité avec le Chelsea FC, autre club londonien basé dans le sud-ouest de la ville. La première rencontre entre les deux formations a été remportée par les Blues le 18 décembre 1909 (2-1). Cependant, la première rencontre marquante se déroule à la fin de cette même saison 1909-1910 où Tottenham et Chelsea se sont affrontés lors de la 38e et dernière journée du championnat, les deux équipes pouvant alors être reléguées en division inférieure. Les Spurs se sont imposés sur le score de 2-1 et ont assuré leur maintien, tandis que Chelsea a été relégué. La rivalité entre les deux équipes a prise plus d'ampleur en 1967 lorsque les deux équipes se sont affrontées en finale de la FA Cup. Tottenham a remporté le match face à un Chelsea qui disputait sa première finale depuis 1915 (2-1). La rivalité entre les voisins londoniens a encore plus été alimentée lors de la saison 1974-1975 lorsque Tottenham et Chelsea luttaient tous deux pour le maintien en première division. Avant le début du match entre les deux équipes lors de la 40e journée, les Spurs se trouvaient dans la zone de relégation à seulement un point des Blues. La tension était telle lors de l'avant match que des fans ont envahi le terrain et se sont battus. Tottenham a finalement remporté le match (2-0) et s'est maintenu car Chelsea n'a pas réussi à remporter ses deux dernières rencontres de championnat. Les deux équipes se sont également affrontées en finale de la League Cup en 2008 puis en 2015, Tottenham gagnant la première (2-1) et Chelsea la seconde (2-0),. L'une des rencontres récente la plus marquante est celle du 2 mai 2016 à Stamford Bridge en Premier League. Tottenham est alors en pole position pour remporter son premier titre de champion depuis 1961, étant à la lutte avec Leicester City. Les Spurs prennent rapidement les devants, menant 2 buts à 0 à la mi-temps. La rencontre est extrêmement tendue et violente et les cartons jaunes fusent. Le dénouement de la rencontre est cruel pour Tottenham car Chelsea finit par recoller au score et offre ainsi le titre aux Foxes (2-2). Ce match obtint un surnom, La bataille de Stamford Bridge.

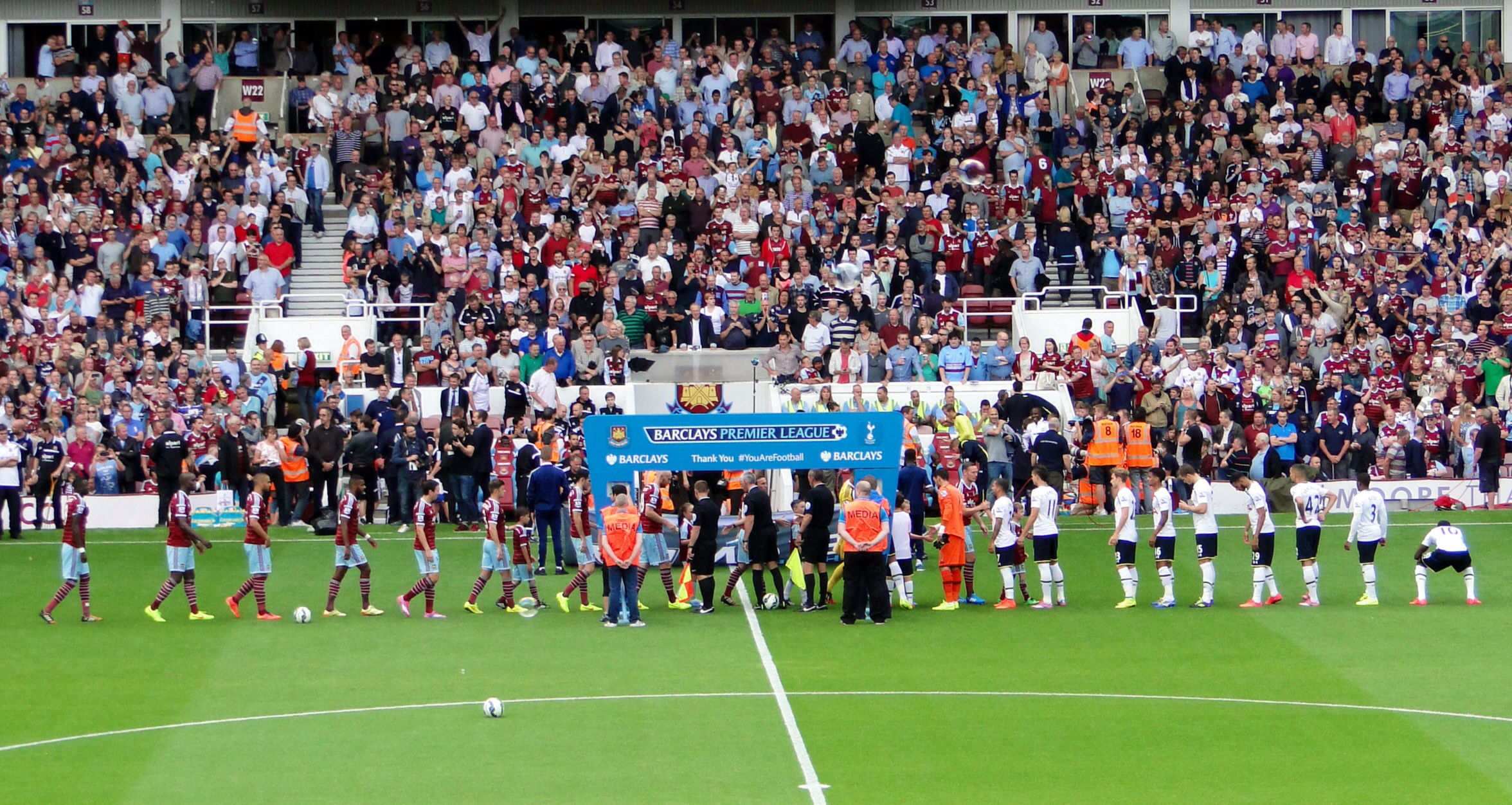
Tottenham en déplacement face à West Ham United en 2014.

Tottenham compte aussi une rivalité, certes moins intense et importante que celles avec Arsenal et Chelsea, avec West Ham United. Cette rivalité est principalement due au fait que les deux formations soient des clubs de Londres, Tottenham se trouvant au nord et West Ham se situant à l'est. Les deux équipes se sont affrontées pour la première fois le 3 septembre 1898 et Tottenham s'est imposé sur le score de 3-0. La rivalité s'est ensuite agrandie lors des années 1980, lors desquelles la police londonienne était obligée d'encadrer les rencontres entre les deux formations, car la relation entre les supporters était devenue trop hostile.

## Équipe féminine

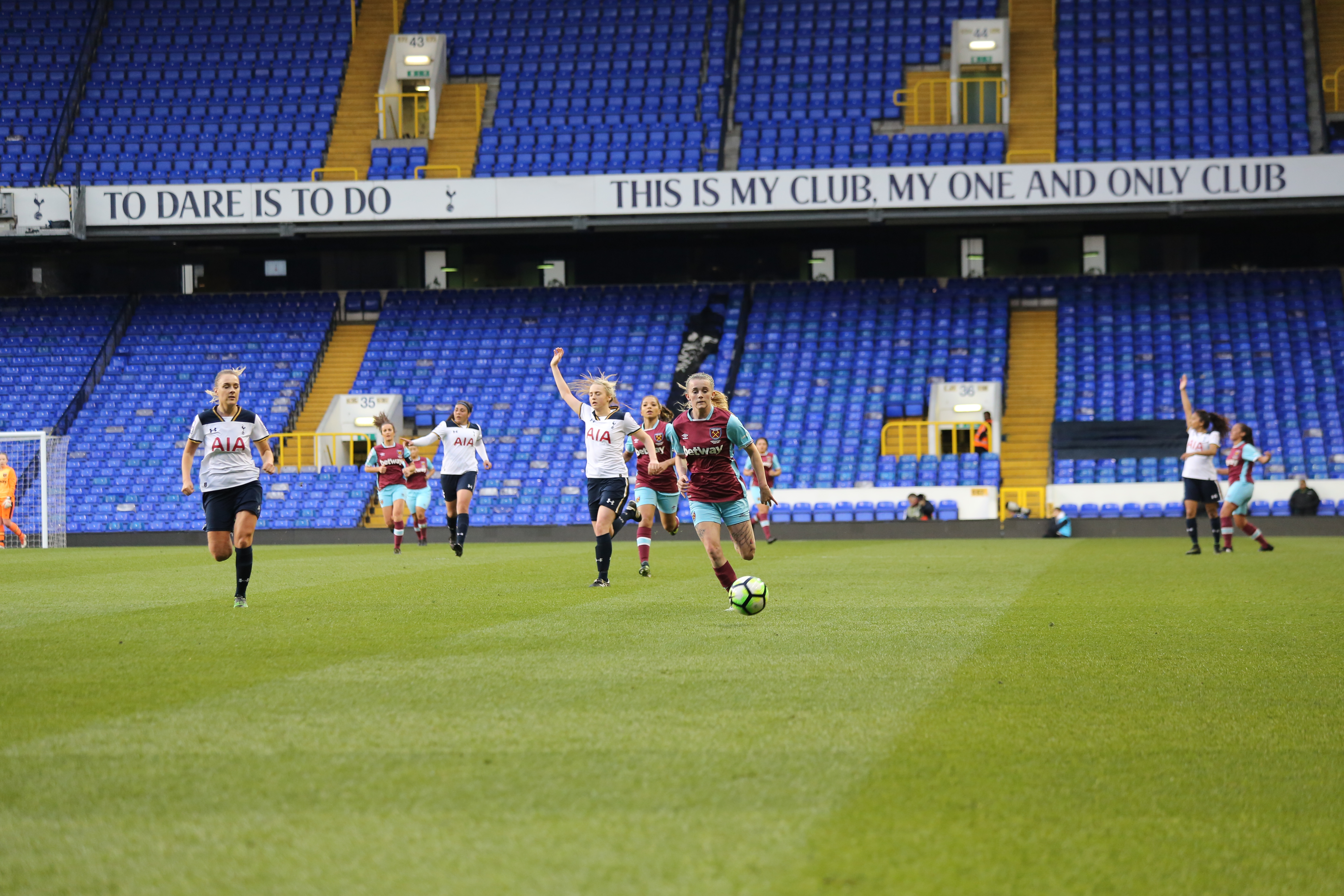
Match opposant le Tottenham Hotspur Ladies FC au West Ham United Women FC en 2017 à White Hart Lane (victoire 4-0).

Créée en 1985, l'équipe de Broxbourne Ladies se rapproche du club du nord de Londres en 2016 et est rebaptisé sous le nom de Tottenham Hotspur Ladies Football Club. À la suite de la saison 2016-2017, Tottenham est promu en deuxième division anglaise après sa victoire sur Blackburn Rovers lors des play-offs. En 2018-2019, le club atteint la première division anglaise féminine après avoir terminé vice-champion de deuxième division, derrière Manchester United, l'écart entre les deux équipes étant de 9 points.
Grâce à cette deuxième place, Tottenham participe à la Premier League féminine pour la première fois de son histoire lors de la saison 2019-2020. Le 17 septembre 2019, à l'occasion du premier North London Derby féminin entre Tottenham et Arsenal, les joueuses évoluent pour la première fois au Tottenham Hotspur Stadium, mais le match est perdu sur le score de 0-2. À l'issue de la saison, le club londonien termine à la 7e place du championnat.
En 2021-2022, l'équipe se montre très performante lors de la première moitié de la saison et malgré une importante baisse de forme qui voit les Spurs ne gagner qu'un seul de leur huit derniers matchs, Tottenham termine à la 5e place du classement, soit son meilleur classement depuis son arrivée dans l'élite.

## Clubs affiliés
- Internacional[158]
- San Jose Earthquakes[159]
- South China AA[160]
- Supersport United[161]